# Lista siturilor arheologice din județul Botoșani - C
Lista siturilor arheologice din județul Botoșani - C conține toate siturile arheologice din județul Botoșani înscrise în Repertoriul Arheologic Național (RAN) și aflate în localități al căror nume începe cu litera C. RAN este administrat de Ministerul Culturii și Patrimoniului Național și cuprinde date științifice, cartografice, topografice, imagini și planuri, precum și orice alte informații privitoare la zonele cu potențial arheologic, studiate sau nu, încă existente sau dispărute.
Puteți căuta un sit din localitățile care încep cu litera C folosind formularul de mai jos sau puteți naviga prin toate siturile din județ la Lista siturilor arheologice din județul Botoșani.
| Cod RAN                                  | Denumire | Localitate                                    | Adresă                                 | Datare                                                                           | Descoperit                                       | Coordonate                                    | Imagine           | Erori            |
| ---------------------------------------- | --- | --------------------------------------------- | -------------------------------------- | -------------------------------------------------------------------------------- | ------------------------------------------------ | --------------------------------------------- | ----------------- | ---------------- |
| 36612.01.02 (Cod LMI: BT-I-s-A-01766)    | Situl arheologic de la Cotu - "Poiana Costăchel" / ansamblu anonim(Jorovlea) (Categorie: fortificație) (Tip: Fortificație de pământ)               | sat Cotu, comuna Copălău                      | Poiana Costăchel                       | geto-dacică sec. V - III a. Chr.                                                 | Bălan Alexandru 1973                             | 47°36′07″N 26°50′23″E / 47.60185°N 26.83977°E | Încărcați imagine | Raportați eroare |
| 36612.01.01 (Cod LMI: BT-I-s-A-01766)    | Situl arheologic de la Cotu - "Poiana Costăchel" / ansamblu anonim(Jorovlea) (Categorie: fortificație) (Tip: Așezare)                              | sat Cotu, comuna Copălău                      | Poiana Costăchel                       | Cucuteni - AB                                                                    | Bălan Alexandru 1973                             | 47°36′07″N 26°50′23″E / 47.60185°N 26.83977°E | Încărcați imagine | Raportați eroare |
| 36612.01.03 (Cod LMI: BT-I-s-A-01766)    | Situl arheologic de la Cotu - "Poiana Costăchel" / ansamblu anonim(Jorovlea) (Categorie: fortificație) (Tip: Așezare)                              | sat Cotu, comuna Copălău                      | Poiana Costăchel                       | sec. XVIII                                                                       | Bălan Alexandru 1973                             | 47°36′07″N 26°50′23″E / 47.60185°N 26.83977°E | Încărcați imagine | Raportați eroare |
| 36505.01.01 (Cod LMI: BT-I-m-B-01756.05) | Situl arheologic de la Călărași - "Dealul Pogoroaia" / ansamblu anonim (Categorie: locuire civilă) (Tip: Așezare)                                  | sat Călărași, comuna Călărași                 | Dealul Podgoroaia                      | Cucuteni - A, A-B, B aprox. 4.500- 3.500 ani                                     | A.C. Florescu, P. Bădăluță 1955                  | 47°36′53″N 27°14′56″E / 47.61481°N 27.24883°E | Încărcați imagine | Raportați eroare |
| 36505.01.02 (Cod LMI: BT-I-m-B-01756.04) | Situl arheologic de la Călărași - "Dealul Pogoroaia" / ansamblu anonim (Categorie: locuire civilă) (Tip: Așezare)                                  | sat Călărași, comuna Călărași                 | Dealul Podgoroaia                      | Noua 1500/1400-1150 ani                                                          | A.C. Florescu, P. Bădăluță 1955                  | 47°36′53″N 27°14′56″E / 47.61481°N 27.24883°E | Încărcați imagine | Raportați eroare |
| 36505.01.03 (Cod LMI: BT-I-m-B-01756.03) | Situl arheologic de la Călărași - "Dealul Pogoroaia" / ansamblu anonim (Categorie: locuire civilă) (Tip: Așezare)                                  | sat Călărași, comuna Călărași                 | Dealul Podgoroaia                      |                                                                                  | A.C. Florescu, P. Bădăluță 1955                  | 47°36′53″N 27°14′56″E / 47.61481°N 27.24883°E | Încărcați imagine | Raportați eroare |
| 36505.01.04 (Cod LMI: BT-I-m-B-01756.02) | Situl arheologic de la Călărași - "Dealul Pogoroaia" / ansamblu anonim (Categorie: locuire civilă) (Tip: Așezare)                                  | sat Călărași, comuna Călărași                 | Dealul Podgoroaia                      | dacilor liberi sec. II - III                                                     | A.C. Florescu, P. Bădăluță 1955                  | 47°36′53″N 27°14′56″E / 47.61481°N 27.24883°E | Încărcați imagine | Raportați eroare |
| 36505.01.06 (Cod LMI: BT-I-m-B-01756.01) | Situl arheologic de la Călărași - "Dealul Pogoroaia" / ansamblu anonim (Categorie: locuire civilă) (Tip: Așezare)                                  | sat Călărași, comuna Călărași                 | Dealul Podgoroaia                      | sec. XIV - XV                                                                    | A.C. Florescu, P. Bădăluță 1955                  | 47°36′53″N 27°14′56″E / 47.61481°N 27.24883°E | Încărcați imagine | Raportați eroare |
| 36505.01.07 (Cod LMI: BT-I-s-B-01756)    | Situl arheologic de la Călărași - "Dealul Pogoroaia" / ansamblu anonim (Categorie: locuire civilă) (Tip: Așezare)                                  | sat Călărași, comuna Călărași                 | Dealul Podgoroaia                      | XVII - XVIII                                                                     | A.C. Florescu, P. Bădăluță 1955                  | 47°36′53″N 27°14′56″E / 47.61481°N 27.24883°E | Încărcați imagine | Raportați eroare |
| 36505.01.05 (Cod LMI: BT-I-s-B-01756)    | Situl arheologic de la Călărași - "Dealul Pogoroaia" / ansamblu anonim (Categorie: locuire civilă) (Tip: Așezare)                                  | sat Călărași, comuna Călărași                 | Dealul Podgoroaia                      | Sântana de Mureș - Cerneahov sec. IV - V                                         | A.C. Florescu, P. Bădăluță 1955                  | 47°36′53″N 27°14′56″E / 47.61481°N 27.24883°E | Încărcați imagine | Raportați eroare |
| 39088.01.01 (Cod LMI: BT-I-m-B-01757.03) | Situl arheologic de la Cerchejeni - "La Bulhaci" / ansamblu anonim (Categorie: locuire civilă) (Tip: Așezare)                                      | sat Cerchejeni, comuna Blândești              | La Bulhaci                             | Cucuteni aprox. 4.500- 3.500 ani                                                 | Diaconu Lazăr 1974                               | 47°40′14″N 26°52′48″E / 47.67048°N 26.87988°E | Încărcați imagine | Raportați eroare |
| 39088.01.02 (Cod LMI: BT-I-m-B-01757.02) | Situl arheologic de la Cerchejeni - "La Bulhaci" / ansamblu anonim (Categorie: locuire civilă) (Tip: Așezare)                                      | sat Cerchejeni, comuna Blândești              | La Bulhaci                             | Sântana de Mureș - Cerneahov sec. IV- V                                          | Diaconu Lazăr 1974                               | 47°40′14″N 26°52′48″E / 47.67048°N 26.87988°E | Încărcați imagine | Raportați eroare |
| 39088.01.03 (Cod LMI: BT-I-m-B-01757.01) | Situl arheologic de la Cerchejeni - "La Bulhaci" / ansamblu anonim (Categorie: locuire civilă) (Tip: Așezare)                                      | sat Cerchejeni, comuna Blândești              | La Bulhaci                             |                                                                                  | Diaconu Lazăr 1974                               | 47°40′14″N 26°52′48″E / 47.67048°N 26.87988°E | Încărcați imagine | Raportați eroare |
| 36578.01.01 (Cod LMI: BT-I-s-B-01759)    | Așezarea Cucuteni de la Copălău - Răzima / ansamblu anonim (Categorie: locuire civilă) (Tip: Așezare)                                              | sat Copălău, comuna Copălău                   | Răzima                                 | Cucuteni - A3                                                                    | prof. I.V. Iacob 1971                            | 47°37′58″N 26°50′34″E / 47.63291°N 26.84275°E | Încărcați imagine | Raportați eroare |
| 36658.01.01 (Cod LMI: BT-I-s-B-01760)    | Așezarea medievală de la Cordăreni - "Siliște" / ansamblu anonim (Categorie: locuire civilă) (Tip: Așezare)                                        | sat Cordăreni, comuna Cordăreni               | Siliște                                | sec. XV - XVII                                                                   | 1908                                             | 47°59′10″N 26°36′10″E / 47.98603°N 26.60274°E | Încărcați imagine | Raportați eroare |
| 36685.01.01 (Cod LMI: BT-I-s-B-01761)    | Situl arheologic de la Corlăteni - "La Iaz" / ansamblu anonim (Categorie: descoperire funerară) (Tip: Așezare)                                     | sat Corlăteni, comuna Corlăteni               | La Iaz                                 | Noua aprox. 1500/1400-1150 ani                                                   | D. Tudor 1953                                    | 47°55′46″N 26°34′05″E / 47.92939°N 26.56805°E | Încărcați imagine | Raportați eroare |
| 36685.01.02 (Cod LMI: BT-I-s-B-01761)    | Situl arheologic de la Corlăteni - "La Iaz" / ansamblu anonim (Categorie: descoperire funerară) (Tip: Așezare)                                     | sat Corlăteni, comuna Corlăteni               | La Iaz                                 |                                                                                  | D. Tudor 1953                                    | 47°55′46″N 26°34′05″E / 47.92939°N 26.56805°E | Încărcați imagine | Raportați eroare |
| 36685.02.01 (Cod LMI: BT-I-m-B-01762.05) | Situl arheologic de la Corlăteni - Pe Țarină / ansamblu anonim (Categorie: locuire civilă) (Tip: Așezare)                                          | sat Corlăteni, comuna Corlăteni               | Pe Țarină                              | Cucuteni - A-B                                                                   | Ion Nestor 1949                                  | 47°55′41″N 26°34′47″E / 47.92813°N 26.5798°E  | Încărcați imagine | Raportați eroare |
| 36685.02.03 (Cod LMI: BT-I-m-B-01762.04) | Situl arheologic de la Corlăteni - Pe Țarină / ansamblu anonim (Categorie: locuire civilă) (Tip: Așezare)                                          | sat Corlăteni, comuna Corlăteni               | Pe Țarină                              | Noua - I-II aprox. 1500/1400-1150 ani                                            | Ion Nestor 1949                                  | 47°55′41″N 26°34′47″E / 47.92813°N 26.5798°E  | Încărcați imagine | Raportați eroare |
| 36685.02.04 (Cod LMI: BT-I-m-B-01762.03) | Situl arheologic de la Corlăteni - Pe Țarină / ansamblu anonim (Categorie: locuire civilă) (Tip: Așezare)                                          | sat Corlăteni, comuna Corlăteni               | Pe Țarină                              | Corlăteni-Chișinău aprox. 1.200-800 ani                                          | Ion Nestor 1949                                  | 47°55′41″N 26°34′47″E / 47.92813°N 26.5798°E  | Încărcați imagine | Raportați eroare |
| 36685.02.02 (Cod LMI: BT-I-m-B-01762.02) | Situl arheologic de la Corlăteni - Pe Țarină / ansamblu anonim (Categorie: locuire civilă) (Tip: Așezare)                                          | sat Corlăteni, comuna Corlăteni               | Pe Țarină                              | Costișa-Komariv aprox. 1.900-1.500 ani/1400 ani                                  | Ion Nestor 1949                                  | 47°55′41″N 26°34′47″E / 47.92813°N 26.5798°E  | Încărcați imagine | Raportați eroare |
| 36685.02.05 (Cod LMI: BT-I-m-B-01762.01) | Situl arheologic de la Corlăteni - Pe Țarină / ansamblu anonim (Categorie: locuire civilă) (Tip: Așezare)                                          | sat Corlăteni, comuna Corlăteni               | Pe Țarină                              | Sântana de Mureș - Cerneahov sec. IV - V                                         | Ion Nestor 1949                                  | 47°55′41″N 26°34′47″E / 47.92813°N 26.5798°E  | Încărcați imagine | Raportați eroare |
| 36765.01.01 (Cod LMI: BT-I-m-B-01763.02) | Situl arheologic de la Corni - Dealul Nițescu / ansamblu anonim (Categorie: locuire civilă) (Tip: Așezare)                                         | sat Corni, comuna Corni                       | Dealul Nițescu                         |                                                                                  | A. Păunescu, P. Șadurschi, V. Chirica 1974       | 47°39′47″N 26°34′23″E / 47.66313°N 26.57313°E | Încărcați imagine | Raportați eroare |
| 36765.01.02 (Cod LMI: BT-I-m-B-01763.01) | Situl arheologic de la Corni - Dealul Nițescu / ansamblu anonim (Categorie: locuire civilă) (Tip: Așezare)                                         | sat Corni, comuna Corni                       | Dealul Nițescu                         | sec. XVII - XVIII                                                                | A. Păunescu, P. Șadurschi, V. Chirica 1974       | 47°39′47″N 26°34′23″E / 47.66313°N 26.57313°E | Încărcați imagine | Raportați eroare |
| 36765.02.01 (Cod LMI: BT-I-s-B-01764)    | Fortificația medievală de la Corni - "La Cetățuie" / ansamblu anonim (Categorie: fortificație) (Tip: Fortificație de pământ)                       | sat Corni, comuna Corni                       | La Cetățuie                            | Dridu sec.IX - XI                                                                | înv. I. Băncilă 1871                             | 47°39′08″N 26°36′53″E / 47.65228°N 26.61475°E | Încărcați imagine | Raportați eroare |
| 36765.03.02 (Cod LMI: BT-I-m-B-01765.03) | Situl arheologic de la Corni - "Văiugi" / ansamblu anonim (Categorie: locuire civilă) (Tip: Așezare)                                               | sat Corni, comuna Corni                       | Văiugi                                 | Corlăteni - Chișinău aprox. 1.200-800 ani                                        | A. Păunescu, P. Șadurschi, V. Chirica 1974       | 47°39′12″N 26°33′51″E / 47.65346°N 26.56422°E | Încărcați imagine | Raportați eroare |
| 36765.03.03 (Cod LMI: BT-I-m-B-01765.02) | Situl arheologic de la Corni - "Văiugi" / ansamblu anonim (Categorie: locuire civilă) (Tip: Așezare)                                               | sat Corni, comuna Corni                       | Văiugi                                 | Sântana de Mureș - Cerneahov sec. IV - V                                         | A. Păunescu, P. Șadurschi, V. Chirica 1974       | 47°39′12″N 26°33′51″E / 47.65346°N 26.56422°E | Încărcați imagine | Raportați eroare |
| 36765.03.04 (Cod LMI: BT-I-m-B-01765.01) | Situl arheologic de la Corni - "Văiugi" / ansamblu anonim (Categorie: locuire civilă) (Tip: Așezare)                                               | sat Corni, comuna Corni                       | Văiugi                                 | sec. XV                                                                          | A. Păunescu, P. Șadurschi, V. Chirica 1974       | 47°39′12″N 26°33′51″E / 47.65346°N 26.56422°E | Încărcați imagine | Raportați eroare |
| 36765.03.01 (Cod LMI: BT-I-s-B-01765)    | Situl arheologic de la Corni - "Văiugi" / ansamblu anonim (Categorie: locuire civilă) (Tip: Așezare)                                               | sat Corni, comuna Corni                       | Văiugi                                 |                                                                                  | A. Păunescu, P. Șadurschi, V. Chirica 1974       | 47°39′12″N 26°33′51″E / 47.65346°N 26.56422°E | Încărcați imagine | Raportați eroare |
| 36765.03.06 (Cod LMI: BT-I-s-B-01765)    | Situl arheologic de la Corni - "Văiugi" / ansamblu anonim (Categorie: locuire civilă) (Tip: Așezare)                                               | sat Corni, comuna Corni                       | Văiugi                                 | sec. XVII - XVIII                                                                | A. Păunescu, P. Șadurschi, V. Chirica 1974       | 47°39′12″N 26°33′51″E / 47.65346°N 26.56422°E | Încărcați imagine | Raportați eroare |
| 36836.01.03 (Cod LMI: BT-I-s-B-01767)    | Așezarea Latene de la Cotu Miculinți - "Stația de pompare" / ansamblu anonim (Categorie: locuire civilă) (Tip: Așezare)                            | sat Cotu Miculinți, comuna Coțușca            | Stația de pompare                      | Poienești - Lukașevka sec. II - I a. Chr.                                        | M. Brudiu 1984                                   | 48°10′40″N 26°55′56″E / 48.17771°N 26.93229°E | Încărcați imagine | Raportați eroare |
| 36836.01.02 (Cod LMI: BT-I-s-B-01767)    | Așezarea Latene de la Cotu Miculinți - "Stația de pompare" / ansamblu anonim (Categorie: locuire civilă) (Tip: așezare)                            | sat Cotu Miculinți, comuna Coțușca            | Stația de pompare                      | Noua aprox. 1500/1400-1150 ani                                                   | M. Brudiu 1984                                   | 48°10′40″N 26°55′56″E / 48.17771°N 26.93229°E | Încărcați imagine | Raportați eroare |
| 36836.01.01 (Cod LMI: BT-I-s-B-01767)    | Așezarea Latene de la Cotu Miculinți - "Stația de pompare" / ansamblu anonim (Categorie: locuire civilă) (Tip: așezare)                            | sat Cotu Miculinți, comuna Coțușca            | Stația de pompare                      | Cucuteni aprox. 4.500- 3.500 ani                                                 | M. Brudiu 1984                                   | 48°10′40″N 26°55′56″E / 48.17771°N 26.93229°E | Încărcați imagine | Raportați eroare |
| 36836.01.04 (Cod LMI: BT-I-s-B-01767)    | Așezarea Latene de la Cotu Miculinți - "Stația de pompare" / ansamblu anonim (Categorie: locuire civilă) (Tip: așezare)                            | sat Cotu Miculinți, comuna Coțușca            | Stația de pompare                      | Sântana de Mureș - Cerneahov sec. IV-V                                           | M. Brudiu 1984                                   | 48°10′40″N 26°55′56″E / 48.17771°N 26.93229°E | Încărcați imagine | Raportați eroare |
| 36845.02.01 (Cod LMI: BT-I-s-B-01768)    | Situl arheologic de la Crasnaleuca - La Staniște / ansamblu anonim (Categorie: locuire civilă) (Tip: așezare)                                      | sat Crasnaleuca, comuna Coțușca               | La Staniște                            | gravettian aprox. 28.000/27.000-20.000 ani                                       | M. Brudiu 1974                                   | 48°08′14″N 26°57′05″E / 48.13732°N 26.95125°E | Încărcați imagine | Raportați eroare |
| 36845.02.02 (Cod LMI: BT-I-s-B-01768)    | Situl arheologic de la Crasnaleuca - La Staniște / ansamblu anonim (Categorie: locuire civilă) (Tip: așezare)                                      | sat Crasnaleuca, comuna Coțușca               | La Staniște                            | Cucuteni - A-B                                                                   | M. Brudiu 1974                                   | 48°08′14″N 26°57′05″E / 48.13732°N 26.95125°E | Încărcați imagine | Raportați eroare |
| 36916.01.01 (Cod LMI: BT-I-s-B-01769)    | Așezarea din perioada bronzului timpuriu de la Cristești - "Șesul țarinei" / ansamblu anonim (Categorie: locuire civilă) (Tip: Așezare)            | sat Cristești, comuna Cristești               | Șesul țarinei                          | Horodiștea - Foltești aprox.3.500-2.500 ani                                      | P. Șadurschi 1985                                | 47°39′14″N 26°41′35″E / 47.65396°N 26.69301°E | Încărcați imagine | Raportați eroare |
| 36916.02.01 (Cod LMI: BT-I-s-B-01770)    | Așezarea din epoca migrațiilor de la Cristești - "Ursoaia" / ansamblu anonim (Categorie: locuire civilă) (Tip: Așezare)                            | sat Cristești, comuna Cristești               | Ursoaia                                | Sântana de Mureș - Cerneahov sec. IV - V                                         | P. Șadurschi 1985                                | 47°39′20″N 26°44′20″E / 47.65546°N 26.73879°E | Încărcați imagine | Raportați eroare |
| 36961.01.01 (Cod LMI: BT-I-s-B-01773)    | Așezarea medievală de la Cristinești - La Podul Popii / ansamblu anonim (Categorie: locuire civilă) (Tip: Așezare)                                 | sat Cristinești, comuna Cristinești           | La Podul Popii                         | sec. XIV - XV                                                                    | P. Șadurschi 1981                                | 48°05′17″N 26°25′27″E / 48.08795°N 26.42408°E | Încărcați imagine | Raportați eroare |
| 36961.01.02 (Cod LMI: BT-I-s-B-01773)    | Așezarea medievală de la Cristinești - La Podul Popii / ansamblu anonim (Categorie: locuire civilă) (Tip: Așezare)                                 | sat Cristinești, comuna Cristinești           | La Podul Popii                         | sec. XVII - XVIII                                                                | P. Șadurschi 1981                                | 48°05′17″N 26°25′27″E / 48.08795°N 26.42408°E | Încărcați imagine | Raportați eroare |
| 35768.01.01 (Cod LMI: BT-I-m-B-01774.02) | Situl arheologic de la Curtești - Vatra satului / ansamblu anonim (Categorie: locuire civilă) (Tip: Așezare)                                       | sat Curtești, comuna Curtești                 | Vatra satului                          | Sântana de Mureș - Cerneahov sec. IV - V                                         | prof. Constantinescu C. Vasile 1974              | 47°43′03″N 26°38′43″E / 47.71756°N 26.64521°E | Încărcați imagine | Raportați eroare |
| 35768.01.02 (Cod LMI: BT-I-m-B-01774.01) | Situl arheologic de la Curtești - Vatra satului / ansamblu anonim (Categorie: locuire civilă) (Tip: Așezare)                                       | sat Curtești, comuna Curtești                 | Vatra satului                          | Costișa-Botoșana sec. V - VI                                                     | prof. Constantinescu C. Vasile 1974              | 47°43′03″N 26°38′43″E / 47.71756°N 26.64521°E | Încărcați imagine | Raportați eroare |
| 35768.01.03 (Cod LMI: BT-I-s-B-01774)    | Situl arheologic de la Curtești - Vatra satului / ansamblu anonim (Categorie: locuire civilă) (Tip: Așezare)                                       | sat Curtești, comuna Curtești                 | Vatra satului                          | Suceava-Șipot-Botoșana sec. VI-VII                                               | prof. Constantinescu C. Vasile 1974              | 47°43′03″N 26°38′43″E / 47.71756°N 26.64521°E | Încărcați imagine | Raportați eroare |
| 35768.01.04 (Cod LMI: BT-I-m-B-01774.01) | Situl arheologic de la Curtești - Vatra satului / ansamblu anonim (Categorie: locuire civilă) (Tip: Așezare)                                       | sat Curtești, comuna Curtești                 | Vatra satului                          |                                                                                  | prof. Constantinescu C. Vasile 1974              | 47°43′03″N 26°38′43″E / 47.71756°N 26.64521°E | Încărcați imagine | Raportați eroare |
| 38517.01.01 (Cod LMI: BT-I-s-B-01775)    | Așezarea din epoca migrațiilor de la Cuzlău - La Făgădău / ansamblu anonim (Categorie: locuire civilă) (Tip: Așezare deschisă)                     | sat Cuzlău, comuna Păltiniș                   | La Făgădău                             | Sântana de Mureș - Cerneahov sec. IV - V                                         | prof. Nicu Sandu 1973                            | 48°14′33″N 26°41′09″E / 48.2426°N 26.68591°E  | Încărcați imagine | Raportați eroare |
| 36818.03.02 (Cod LMI: BT-I-m-B-01816.06) | Situl arheologic de la Coțușca - În Bodron / ansamblu anonim (Categorie: locuire civilă) (Tip: Așezare)                                            | sat Coțușca, comuna Coțușca                   | În Bodron                              | Cucuteni                                                                         | N. Zaharia 1955                                  | 48°06′44″N 26°52′29″E / 48.11216°N 26.87468°E | Încărcați imagine | Raportați eroare |
| 36818.03.04 (Cod LMI: BT-I-m-B-01816.04) | Situl arheologic de la Coțușca - În Bodron / ansamblu anonim (Categorie: locuire civilă) (Tip: Așezare)                                            | sat Coțușca, comuna Coțușca                   | În Bodron                              | Noua                                                                             | N. Zaharia 1955                                  | 48°06′44″N 26°52′29″E / 48.11216°N 26.87468°E | Încărcați imagine | Raportați eroare |
| 36818.03.06 (Cod LMI: BT-I-m-B-01816.02) | Situl arheologic de la Coțușca - În Bodron / ansamblu anonim (Categorie: locuire civilă) (Tip: Necropolă)                                          | sat Coțușca, comuna Coțușca                   | În Bodron                              | sec. IV - V                                                                      | N. Zaharia 1955                                  | 48°06′44″N 26°52′29″E / 48.11216°N 26.87468°E | Încărcați imagine | Raportați eroare |
| 36818.03.07 (Cod LMI: BT-I-m-B-01816.01) | Situl arheologic de la Coțușca - În Bodron / ansamblu anonim (Categorie: locuire civilă) (Tip: Așezare)                                            | sat Coțușca, comuna Coțușca                   | În Bodron                              | sec. XVI - XVII                                                                  | N. Zaharia 1955                                  | 48°06′44″N 26°52′29″E / 48.11216°N 26.87468°E | Încărcați imagine | Raportați eroare |
| 36818.03.05 (Cod LMI: BT-I-m-B-01816.03) | Situl arheologic de la Coțușca - În Bodron / ansamblu anonim (Categorie: locuire civilă) (Tip: Așezare)                                            | sat Coțușca, comuna Coțușca                   | În Bodron                              | sec. VI - V                                                                      | N. Zaharia 1955                                  | 48°06′44″N 26°52′29″E / 48.11216°N 26.87468°E | Încărcați imagine | Raportați eroare |
| 36818.03.03 (Cod LMI: BT-I-m-B-01816.05) | Situl arheologic de la Coțușca - În Bodron / ansamblu anonim (Categorie: locuire civilă) (Tip: Așezare)                                            | sat Coțușca, comuna Coțușca                   | În Bodron                              | Horodiștea - Foltești                                                            | N. Zaharia 1955                                  | 48°06′44″N 26°52′29″E / 48.11216°N 26.87468°E | Încărcați imagine | Raportați eroare |
| 36818.03.01 (Cod LMI: BT-I-s-B-01816)    | Situl arheologic de la Coțușca - În Bodron / ansamblu anonim (Categorie: locuire civilă) (Tip: așezare)                                            | sat Coțușca, comuna Coțușca                   | În Bodron                              | Musterian aprox. 65.000-38.000/40.000-35.000                                     | N. Zaharia 1955                                  | 48°06′44″N 26°52′29″E / 48.11216°N 26.87468°E | Încărcați imagine | Raportați eroare |
| 36845.03.01                              | Situl arheologic din epoca bronzului târziu de la Crasnaleuca - "Drumu Morii" / ansamblu anonim (Categorie: descoperire funerară) (Tip: Necropolă) | sat Crasnaleuca, comuna Coțușca               | Drumu Morii                            | Noua aprox. 1500/1400-1150 ani                                                   | P. Șadurschi 1986                                | 48°08′58″N 26°56′13″E / 48.14931°N 26.93703°E | Încărcați imagine | Raportați eroare |
| 36836.02.01                              | Situl arheologic de la Cotu Miculinți-Gârla Mare / ansamblu anonim (Categorie: locuire) (Tip: Locuire)                                             | sat Cotu Miculinți, comuna Coțușca            | Gârla Mare                             | gravettian aprox. 28.000/27.000-20.000 ani                                       | M. Brudiu 1977                                   | 48°09′50″N 26°56′10″E / 48.16387°N 26.93611°E | Încărcați imagine | Raportați eroare |
| 36836.02.02                              | Situl arheologic de la Cotu Miculinți-Gârla Mare / ansamblu anonim (Categorie: locuire) (Tip: așezare)                                             | sat Cotu Miculinți, comuna Coțușca            | Gârla Mare                             | Cucuteni - A-B                                                                   | M. Brudiu 1977                                   | 48°09′50″N 26°56′10″E / 48.16387°N 26.93611°E | Încărcați imagine | Raportați eroare |
| 38107.04.01                              | Situl arheologic de la Cătămărești-Deal - Botoșanca / ansamblu anonim (Categorie: locuire civilă) (Tip: Așezare)                                   | sat Cătămărești-Deal, comuna Mihai Eminescu   | Botoșanca                              |                                                                                  | N. Zaharia 1953                                  | 47°47′54″N 26°37′48″E / 47.79839°N 26.63013°E | Încărcați imagine | Raportați eroare |
| 38107.04.02                              | Situl arheologic de la Cătămărești-Deal - Botoșanca / ansamblu anonim (Categorie: locuire civilă) (Tip: Așezare)                                   | sat Cătămărești-Deal, comuna Mihai Eminescu   | Botoșanca                              | Horodiștea-Gordinești aprox.3.500-2.500 ani                                      | N. Zaharia 1953                                  | 47°47′54″N 26°37′48″E / 47.79839°N 26.63013°E | Încărcați imagine | Raportați eroare |
| 38107.04.04                              | Situl arheologic de la Cătămărești-Deal - Botoșanca / ansamblu anonim (Categorie: locuire civilă) (Tip: Așezare)                                   | sat Cătămărești-Deal, comuna Mihai Eminescu   | Botoșanca                              | sec. XVII - XVIII                                                                | N. Zaharia 1953                                  | 47°47′54″N 26°37′48″E / 47.79839°N 26.63013°E | Încărcați imagine | Raportați eroare |
| 38107.04.03                              | Situl arheologic de la Cătămărești-Deal - Botoșanca / ansamblu anonim (Categorie: locuire civilă) (Tip: Așezare)                                   | sat Cătămărești-Deal, comuna Mihai Eminescu   | Botoșanca                              | Sântana de Mureș - Cerneahov sec. IV-V                                           | N. Zaharia 1953                                  | 47°47′54″N 26°37′48″E / 47.79839°N 26.63013°E | Încărcați imagine | Raportați eroare |
| 36505.02.06                              | Situl arheologic de la Călărași-Bulgăria lui Gâlcă / ansamblu anonim (Categorie: locuire civilă) (Tip: Așezare)                                    | sat Călărași, comuna Călărași                 | Bulgăria lui Gâlcă                     |                                                                                  | A. C. Florescu 1949                              | 47°35′53″N 27°17′21″E / 47.59805°N 27.28922°E | Încărcați imagine | Raportați eroare |
| 36505.02.02                              | Situl arheologic de la Călărași-Bulgăria lui Gâlcă / ansamblu anonim (Categorie: locuire civilă) (Tip: Așezare)                                    | sat Călărași, comuna Călărași                 | Bulgăria lui Gâlcă                     | Noua 1500/1400-1150 ani                                                          | A. C. Florescu 1949                              | 47°35′53″N 27°17′21″E / 47.59805°N 27.28922°E | Încărcați imagine | Raportați eroare |
| 36505.02.03                              | Situl arheologic de la Călărași-Bulgăria lui Gâlcă / ansamblu anonim (Categorie: locuire civilă) (Tip: Așezare)                                    | sat Călărași, comuna Călărași                 | Bulgăria lui Gâlcă                     | Corlăteni-Chișinău aprox. 1.200-800 ani                                          | A. C. Florescu 1949                              | 47°35′53″N 27°17′21″E / 47.59805°N 27.28922°E | Încărcați imagine | Raportați eroare |
| 36505.02.05                              | Situl arheologic de la Călărași-Bulgăria lui Gâlcă / ansamblu anonim (Categorie: locuire civilă) (Tip: Așezare)                                    | sat Călărași, comuna Călărași                 | Bulgăria lui Gâlcă                     | Sântana de Mureș - Cerneahov sec. IV - V                                         | A. C. Florescu 1949                              | 47°35′53″N 27°17′21″E / 47.59805°N 27.28922°E | Încărcați imagine | Raportați eroare |
| 36505.02.01                              | Situl arheologic de la Călărași-Bulgăria lui Gâlcă / ansamblu anonim (Categorie: locuire civilă) (Tip: așezare)                                    | sat Călărași, comuna Călărași                 | Bulgăria lui Gâlcă                     | Cucuteni - A, A-B și B aprox. 4.500- 3.500 ani                                   | A. C. Florescu 1949                              | 47°35′53″N 27°17′21″E / 47.59805°N 27.28922°E | Încărcați imagine | Raportați eroare |
| 36505.02.04                              | Situl arheologic de la Călărași-Bulgăria lui Gâlcă / ansamblu anonim (Categorie: locuire civilă) (Tip: așezare)                                    | sat Călărași, comuna Călărași                 | Bulgăria lui Gâlcă                     | dacilor liberi sec. II-III                                                       | A. C. Florescu 1949                              | 47°35′53″N 27°17′21″E / 47.59805°N 27.28922°E | Încărcați imagine | Raportați eroare |
| 36541.01.01                              | Situl arheologic de la Concești - Dealul Popii / ansamblu anonim (Categorie: locuire civilă) (Tip: Așezare)                                        | sat Concești, comuna Concești                 | Dealul Popii                           | Cucuteni - A                                                                     | prof. Chirica Bețianu 1974                       | 48°08′44″N 26°33′51″E / 48.14561°N 26.56407°E | Încărcați imagine | Raportați eroare |
| 36541.01.02                              | Situl arheologic de la Concești - Dealul Popii / ansamblu anonim (Categorie: locuire civilă) (Tip: Așezare)                                        | sat Concești, comuna Concești                 | Dealul Popii                           | sec. XVII - XVIII                                                                | prof. Chirica Bețianu 1974                       | 48°08′44″N 26°33′51″E / 48.14561°N 26.56407°E | Încărcați imagine | Raportați eroare |
| 36541.02.01                              | Situl arheologic de la Concești - Langa (Vatra Satului) / ansamblu anonim (Categorie: locuire civilă) (Tip: Așezare)                               | sat Concești, comuna Concești                 | Langa                                  |                                                                                  | A. Păunescu, P. Șadurschi, V. Chirica 1974       | 48°10′06″N 26°33′10″E / 48.16832°N 26.55291°E | Încărcați imagine | Raportați eroare |
| 36541.02.02                              | Situl arheologic de la Concești - Langa (Vatra Satului) / ansamblu anonim (Categorie: locuire civilă) (Tip: Așezare)                               | sat Concești, comuna Concești                 | Langa                                  |                                                                                  | A. Păunescu, P. Șadurschi, V. Chirica 1974       | 48°10′06″N 26°33′10″E / 48.16832°N 26.55291°E | Încărcați imagine | Raportați eroare |
| 36685.03.01                              | Așezarea fortificată medievală de la Corlăteni-Dealul Cetății / ansamblu anonim (Categorie: fortificație) (Tip: Așezare)                           | sat Corlăteni, comuna Corlăteni               | Dealul Cetății                         | Costișa-Botoșana sec. V-VI                                                       | 1908                                             | 47°56′08″N 26°34′58″E / 47.93569°N 26.5828°E  | Încărcați imagine | Raportați eroare |
| 36685.03.02                              | Așezarea fortificată medievală de la Corlăteni-Dealul Cetății / ansamblu anonim (Categorie: fortificație) (Tip: Așezare fortificată)               | sat Corlăteni, comuna Corlăteni               | Dealul Cetății                         |                                                                                  | 1908                                             | 47°56′08″N 26°34′58″E / 47.93569°N 26.5828°E  | Încărcați imagine | Raportați eroare |
| 36765.04.01                              | Așezarea paleolitică de la Corni-Cornet / ansamblu anonim (Categorie: locuire) (Tip: Așezare)                                                      | sat Corni, comuna Corni                       | Cornet                                 | gravettian aprox. 28.000/27.000-20.000 ani                                       | A. Păunescu, P. Șadurschi, V. Chirica 1974       | 47°37′36″N 26°33′47″E / 47.62678°N 26.56292°E | Încărcați imagine | Raportați eroare |
| 36603.01.01                              | Situl arheologic de la Coșula-Grădina Mânăstirii / ansamblu anonim (Categorie: locuire civilă) (Tip: Așezare)                                      | sat Coșula, comuna Coșula                     | Grădina Mănăstirii                     | Cucuteni aprox. 4.500- 3.500 ani                                                 | S. Rață și prof. Gh. Nemțoiu 1960                | 47°37′24″N 26°46′29″E / 47.62346°N 26.77462°E | Încărcați imagine | Raportați eroare |
| 36603.01.02                              | Situl arheologic de la Coșula-Grădina Mânăstirii / ansamblu anonim (Categorie: locuire civilă) (Tip: așezare)                                      | sat Coșula, comuna Coșula                     | Grădina Mănăstirii                     | sec. XVI - XVII                                                                  | S. Rață și prof. Gh. Nemțoiu 1960                | 47°37′24″N 26°46′29″E / 47.62346°N 26.77462°E | Încărcați imagine | Raportați eroare |
| 36961.02.01                              | Situl arheologic de la Cristinești-Dealul Huci / ansamblu anonim (Categorie: locuire civilă) (Tip: Așezare deschisă)                               | sat Cristinești, comuna Cristinești           | Dealul Huci                            | gravettian - oriental aprox. 28.000/27.000-20.000 ani                            | N. Zaharia, D. Teodor 1957                       | 48°04′49″N 26°23′53″E / 48.08038°N 26.39793°E | Încărcați imagine | Raportați eroare |
| 36961.02.02                              | Situl arheologic de la Cristinești-Dealul Huci / ansamblu anonim (Categorie: locuire civilă) (Tip: Așezare deschisă)                               | sat Cristinești, comuna Cristinești           | Dealul Huci                            | Cucuteni - A                                                                     | N. Zaharia, D. Teodor 1957                       | 48°04′49″N 26°23′53″E / 48.08038°N 26.39793°E | Încărcați imagine | Raportați eroare |
| 36961.02.03                              | Situl arheologic de la Cristinești-Dealul Huci / ansamblu anonim (Categorie: locuire civilă) (Tip: Așezare deschisă)                               | sat Cristinești, comuna Cristinești           | Dealul Huci                            | Horodiștea-Gordinești aprox.3.500-2.500 ani                                      | N. Zaharia, D. Teodor 1957                       | 48°04′49″N 26°23′53″E / 48.08038°N 26.39793°E | Încărcați imagine | Raportați eroare |
| 36961.02.04                              | Situl arheologic de la Cristinești-Dealul Huci / ansamblu anonim (Categorie: locuire civilă) (Tip: Așezare deschisă)                               | sat Cristinești, comuna Cristinești           | Dealul Huci                            |                                                                                  | N. Zaharia, D. Teodor 1957                       | 48°04′49″N 26°23′53″E / 48.08038°N 26.39793°E | Încărcați imagine | Raportați eroare |
| 36505.13.01                              | Situl arheologic de la Călărași-Dealul Mihăiasa / ansamblu anonim (Categorie: locuire civilă) (Tip: Așezare)                                       | sat Călărași, comuna Călărași                 | Dealul Mihăiasa                        | Noua 1500/1400-1150 ani                                                          | prof. P. Froicu și Gh. Sulugiuc 1974             | 47°35′16″N 27°11′17″E / 47.58765°N 27.18801°E | Încărcați imagine | Raportați eroare |
| 37761.13.02                              | Situl arheologic de la Călărași-Dealul Mihăiasa / ansamblu anonim (Categorie: locuire civilă) (Tip: Așezare)                                       | sat Călărași, comuna Călărași                 | Dealul Mihăiasa                        | Sântana de Mureș - Cerneahov sec. IV - V                                         | prof. P. Froicu și Gh. Sulugiuc 1974             | 47°35′16″N 27°11′17″E / 47.58765°N 27.18801°E | Încărcați imagine | Raportați eroare |
| 38107.01.01                              | Situla arheologic de la Cătămărești-Deal - La Podul spre Brăiasca / ansamblu anonim (Categorie: locuire civilă) (Tip: Așezare)                     | sat Cătămărești-Deal, comuna Mihai Eminescu   | La Podul spre Brăiasca                 | Noua aprox. 1500/1400-1150 ani                                                   | I. D. Marin 1960                                 | 47°45′47″N 26°35′05″E / 47.76316°N 26.58471°E | Încărcați imagine | Raportați eroare |
| 38107.01.02                              | Situla arheologic de la Cătămărești-Deal - La Podul spre Brăiasca / ansamblu anonim (Categorie: locuire civilă) (Tip: Așezare)                     | sat Cătămărești-Deal, comuna Mihai Eminescu   | La Podul spre Brăiasca                 | Sântana de Mureș - Cerneahov sec. IV - V                                         | I. D. Marin 1960                                 | 47°45′47″N 26°35′05″E / 47.76316°N 26.58471°E | Încărcați imagine | Raportați eroare |
| 38107.01.03                              | Situla arheologic de la Cătămărești-Deal - La Podul spre Brăiasca / ansamblu anonim (Categorie: locuire civilă) (Tip: Așezare)                     | sat Cătămărești-Deal, comuna Mihai Eminescu   | La Podul spre Brăiasca                 | Suceava-Șipot-Botoșana sec. VI - VII                                             | I. D. Marin 1960                                 | 47°45′47″N 26°35′05″E / 47.76316°N 26.58471°E | Încărcați imagine | Raportați eroare |
| 38107.01.04                              | Situla arheologic de la Cătămărești-Deal - La Podul spre Brăiasca / ansamblu anonim (Categorie: locuire civilă) (Tip: Așezare)                     | sat Cătămărești-Deal, comuna Mihai Eminescu   | La Podul spre Brăiasca                 | Lozna-Borniș sec. VII - VII                                                      | I. D. Marin 1960                                 | 47°45′47″N 26°35′05″E / 47.76316°N 26.58471°E | Încărcați imagine | Raportați eroare |
| 38107.01.05                              | Situla arheologic de la Cătămărești-Deal - La Podul spre Brăiasca / ansamblu anonim (Categorie: locuire civilă) (Tip: Așezare)                     | sat Cătămărești-Deal, comuna Mihai Eminescu   | La Podul spre Brăiasca                 | Suceava-Drumul Național sec.VIII-IX                                              | I. D. Marin 1960                                 | 47°45′47″N 26°35′05″E / 47.76316°N 26.58471°E | Încărcați imagine | Raportați eroare |
| 38107.01.06                              | Situla arheologic de la Cătămărești-Deal - La Podul spre Brăiasca / ansamblu anonim (Categorie: locuire civilă) (Tip: așezare deschisă)            | sat Cătămărești-Deal, comuna Mihai Eminescu   | La Podul spre Brăiasca                 | Răducăneni sec. XI-XII                                                           | I. D. Marin 1960                                 | 47°45′47″N 26°35′05″E / 47.76316°N 26.58471°E | Încărcați imagine | Raportați eroare |
| 38107.01.07                              | Situla arheologic de la Cătămărești-Deal - La Podul spre Brăiasca / ansamblu anonim (Categorie: locuire civilă) (Tip: așezare deschisă)            | sat Cătămărești-Deal, comuna Mihai Eminescu   | La Podul spre Brăiasca                 | Prodana - Bârlad sec. XIII-XIV                                                   | I. D. Marin 1960                                 | 47°45′47″N 26°35′05″E / 47.76316°N 26.58471°E | Încărcați imagine | Raportați eroare |
| 38107.02.01                              | Situl arheologic de la Cătămărești-Deal - La Săliște / ansamblu anonim (Categorie: locuire civilă) (Tip: Așezare deschisă)                         | sat Cătămărești-Deal, comuna Mihai Eminescu   | La Săliște                             | Horodiștea-Gordinești aprox.3.500-2.500 ani                                      | I. D. Marin 1957                                 | 47°46′08″N 26°37′37″E / 47.76896°N 26.62706°E | Încărcați imagine | Raportați eroare |
| 38107.02.02                              | Situl arheologic de la Cătămărești-Deal - La Săliște / ansamblu anonim (Categorie: locuire civilă) (Tip: Așezare deschisă)                         | sat Cătămărești-Deal, comuna Mihai Eminescu   | La Săliște                             | Suceava-Drumul Național sec. VIII-IX                                             | I. D. Marin 1957                                 | 47°46′08″N 26°37′37″E / 47.76896°N 26.62706°E | Încărcați imagine | Raportați eroare |
| 38107.02.03                              | Situl arheologic de la Cătămărești-Deal - La Săliște / ansamblu anonim (Categorie: locuire civilă) (Tip: așezare deschisă)                         | sat Cătămărești-Deal, comuna Mihai Eminescu   | La Săliște                             |                                                                                  | I. D. Marin 1957                                 | 47°46′08″N 26°37′37″E / 47.76896°N 26.62706°E | Încărcați imagine | Raportați eroare |
| 38116.03.01                              | Situl arheologic de la Cervicești-Deal - La Morișcă / ansamblu anonim (Categorie: locuire civilă) (Tip: Așezare)                                   | sat Cervicești, comuna Mihai Eminescu         | La Morișcă                             | Cucuteni - A3, B2                                                                | Gh. Poenaru 1951                                 | 47°48′18″N 26°34′01″E / 47.80506°N 26.56684°E | Încărcați imagine | Raportați eroare |
| 38116.03.02                              | Situl arheologic de la Cervicești-Deal - La Morișcă / ansamblu anonim (Categorie: locuire civilă) (Tip: Necropolă plană)                           | sat Cervicești, comuna Mihai Eminescu         | La Morișcă                             | Jamnaja aprox. 2.500-1.900 ani                                                   | Gh. Poenaru 1951                                 | 47°48′18″N 26°34′01″E / 47.80506°N 26.56684°E | Încărcați imagine | Raportați eroare |
| 38134.01.01                              | Situl arheologic de la Cucorani - În Săliște / ansamblu anonim (Categorie: locuire civilă) (Tip: Așezare)                                          | sat Cucorani, comuna Mihai Eminescu           | În Săliște                             | Noua aprox. 1500/1400-1150 ani                                                   | înv. D. Cristea, S. Teodor și A.C. Florescu 1974 | 47°46′30″N 26°31′43″E / 47.7751°N 26.52872°E  | Încărcați imagine | Raportați eroare |
| 38134.01.02                              | Situl arheologic de la Cucorani - În Săliște / ansamblu anonim (Categorie: locuire civilă) (Tip: Așezare)                                          | sat Cucorani, comuna Mihai Eminescu           | În Săliște                             | sec. XVI                                                                         | înv. D. Cristea, S. Teodor și A.C. Florescu 1974 | 47°46′30″N 26°31′43″E / 47.7751°N 26.52872°E  | Încărcați imagine | Raportați eroare |
| 38269.01.01                              | Situl arheologic de la Caraiman - La Est de sat / ansamblu anonim (Categorie: locuire civilă) (Tip: Așezare)                                       | sat Caraiman, comuna Mihălășeni               | La Est de sat                          |                                                                                  | A. Păunescu, P. Șadurschi, V. Chirica 1971       | 47°55′22″N 27°05′37″E / 47.92279°N 27.0935°E  | Încărcați imagine | Raportați eroare |
| 38269.01.02                              | Situl arheologic de la Caraiman - La Est de sat / ansamblu anonim (Categorie: locuire civilă) (Tip: Așezare)                                       | sat Caraiman, comuna Mihălășeni               | La Est de sat                          | Sântana de Mureș - Cerneahov sec. IV - V                                         | A. Păunescu, P. Șadurschi, V. Chirica 1971       | 47°55′22″N 27°05′37″E / 47.92279°N 27.0935°E  | Încărcați imagine | Raportați eroare |
| 38839.01.01                              | Situl arheologic de la Cotârgaci - Cotu Popii / ansamblu anonim (Categorie: locuire civilă) (Tip: Așezare)                                         | sat Cotârgaci, comuna Roma                    | Cotu Popii                             | Cucuteni - A-B                                                                   | Gh. Poenaru 1951                                 | 47°51′38″N 26°33′01″E / 47.86057°N 26.5504°E  | Încărcați imagine | Raportați eroare |
| 38839.01.02                              | Situl arheologic de la Cotârgaci - Cotu Popii / ansamblu anonim (Categorie: locuire civilă) (Tip: Așezare)                                         | sat Cotârgaci, comuna Roma                    | Cotu Popii                             | Noua aprox. 1500/1400-1150 ani                                                   | Gh. Poenaru 1951                                 | 47°51′38″N 26°33′01″E / 47.86057°N 26.5504°E  | Încărcați imagine | Raportați eroare |
| 38839.01.05                              | Situl arheologic de la Cotârgaci - Cotu Popii / ansamblu anonim (Categorie: locuire civilă) (Tip: Așezare)                                         | sat Cotârgaci, comuna Roma                    | Cotu Popii                             | Sântana de Mureș - Cerneahov sec. IV - V                                         | Gh. Poenaru 1951                                 | 47°51′38″N 26°33′01″E / 47.86057°N 26.5504°E  | Încărcați imagine | Raportați eroare |
| 38839.01.03                              | Situl arheologic de la Cotârgaci - Cotu Popii / ansamblu anonim (Categorie: locuire civilă) (Tip: Așezare deschisă)                                | sat Cotârgaci, comuna Roma                    | Cotu Popii                             | Corlăteni - Chișinău aprox. 1.200-800 ani                                        | Gh. Poenaru 1951                                 | 47°51′38″N 26°33′01″E / 47.86057°N 26.5504°E  | Încărcați imagine | Raportați eroare |
| 38839.01.04                              | Situl arheologic de la Cotârgaci - Cotu Popii / ansamblu anonim (Categorie: locuire civilă) (Tip: Așezare deschisă)                                | sat Cotârgaci, comuna Roma                    | Cotu Popii                             | getică aprox. 650-450/300 ani                                                    | Gh. Poenaru 1951                                 | 47°51′38″N 26°33′01″E / 47.86057°N 26.5504°E  | Încărcați imagine | Raportați eroare |
| 39284.01.01                              | Situl arheologic de la Cernești - La Seliște / ansamblu anonim (Categorie: locuire civilă) (Tip: Așezare deschisă)                                 | sat Cernești, comuna Todireni                 | La Seliște                             | Poienești-Lukașevka sec. II a. Chr. - sec. II p. Chr                             | A. Păunescu, P. Șadurschi, V. Chirica 1974       | 47°36′37″N 27°04′42″E / 47.61019°N 27.07845°E | Încărcați imagine | Raportați eroare |
| 39284.01.02                              | Situl arheologic de la Cernești - La Seliște / ansamblu anonim (Categorie: locuire civilă) (Tip: Așezare deschisă)                                 | sat Cernești, comuna Todireni                 | La Seliște                             | Sântana de Mureș - Cerneahov sec. IV - V                                         | A. Păunescu, P. Șadurschi, V. Chirica 1974       | 47°36′37″N 27°04′42″E / 47.61019°N 27.07845°E | Încărcați imagine | Raportați eroare |
| 36845.04.01                              | Așezarea Hallstattian timpurie de la Crasnaleuca-"Pe Toloacă" / ansamblu anonim (Categorie: locuire civilă) (Tip: Așezare)                         | sat Crasnaleuca, comuna Coțușca               | Pe Toloacă                             | Corlăteni - Chișinău                                                             | M. Brudiu 1974                                   | 48°09′16″N 26°57′46″E / 48.15453°N 26.96282°E | Încărcați imagine | Raportați eroare |
| 36845.04.02                              | Așezarea Hallstattian timpurie de la Crasnaleuca-"Pe Toloacă" / ansamblu anonim (Categorie: locuire civilă) (Tip: așezare deschisă)                | sat Crasnaleuca, comuna Coțușca               | Pe Toloacă                             | Cucuteni - A-B                                                                   | M. Brudiu 1974                                   | 48°09′16″N 26°57′46″E / 48.15453°N 26.96282°E | Încărcați imagine | Raportați eroare |
| 36845.05.02                              | Necropola de inhumație de la Crasnaleuca-Dealul Coșeri I / ansamblu anonim (Categorie: descoperire funerară) (Tip: Necropolă de inhumație)         | sat Crasnaleuca, comuna Coțușca               | Coșeri I                               | Komariv sau aspectul cultural Corlăteni-Trușești aprox. 1.900-1.500 ani/1400 ani | A. Păunescu, P. Șadurschi, V. Chirica 1973-1974  | 48°08′30″N 26°55′37″E / 48.14162°N 26.92686°E | Încărcați imagine | Raportați eroare |
| 36845.05.01                              | Necropola de inhumație de la Crasnaleuca-Dealul Coșeri I / ansamblu anonim (Categorie: descoperire funerară) (Tip: Necropolă tumulară)             | sat Crasnaleuca, comuna Coțușca               | Coșeri I                               |                                                                                  | A. Păunescu, P. Șadurschi, V. Chirica 1973-1974  | 48°08′30″N 26°55′37″E / 48.14162°N 26.92686°E | Încărcați imagine | Raportați eroare |
| 36480.01                                 | Conacul Miclescu de la Călinești / ansamblu anonim (Categorie: construcție) (Tip: Clădire)                                                         | localitate componentă Călinești, oraș Bucecea | Conacul Miclescu                       | sec. XVIII                                                                       |                                                  |                                               | Încărcați imagine | Raportați eroare |
| 36168.02.01                              | Situl arheologic de la Coștiugeni-În Țarnă / ansamblu anonim (Categorie: locuire civilă) (Tip: Așezare)                                            | sat Coștiugeni, comuna Albești                | În Țarnă                               | Sântana de Mureș - Cerneahov sec. IV - V                                         | A. Păunescu, P. Șadurschi 1982                   | 47°40′52″N 27°02′52″E / 47.68119°N 27.04774°E | Încărcați imagine | Raportați eroare |
| 36168.02.02                              | Situl arheologic de la Coștiugeni-În Țarnă / ansamblu anonim (Categorie: locuire civilă) (Tip: Așezare)                                            | sat Coștiugeni, comuna Albești                | În Țarnă                               |                                                                                  | A. Păunescu, P. Șadurschi 1982                   | 47°40′52″N 27°02′52″E / 47.68119°N 27.04774°E | Încărcați imagine | Raportați eroare |
| 36346.01.01                              | Situl arheologic de la Coșuleni-Curmătură / ansamblu anonim (Categorie: locuire civilă) (Tip: Așezare)                                             | sat Cosuleni, comuna Bălușeni                 | Curmătură                              | dacilor liberi sec. II-III                                                       | A. Păunescu și P. Șadurschi 1983                 | 47°41′18″N 26°46′44″E / 47.68844°N 26.77894°E | Încărcați imagine | Raportați eroare |
| 36346.01.03                              | Situl arheologic de la Coșuleni-Curmătură / ansamblu anonim (Categorie: locuire civilă) (Tip: Așezare)                                             | sat Cosuleni, comuna Bălușeni                 | Curmătură                              |                                                                                  | A. Păunescu și P. Șadurschi 1983                 | 47°41′18″N 26°46′44″E / 47.68844°N 26.77894°E | Încărcați imagine | Raportați eroare |
| 36346.02.01                              | Situl arheologic de la Coșuleni-Siliște / ansamblu anonim (Categorie: locuire civilă) (Tip: Așezare)                                               | sat Cosuleni, comuna Bălușeni                 | Siliște                                | Sântana de Mureș - Cerneahov sec. IV - V                                         | A.Păunescu, P. Șadurschi 1983                    | 47°41′16″N 26°46′12″E / 47.68777°N 26.77007°E | Încărcați imagine | Raportați eroare |
| 36346.02.02                              | Situl arheologic de la Coșuleni-Siliște / ansamblu anonim (Categorie: locuire civilă) (Tip: Necropolă)                                             | sat Cosuleni, comuna Bălușeni                 | Siliște                                |                                                                                  | A.Păunescu, P. Șadurschi 1983                    | 47°41′16″N 26°46′12″E / 47.68777°N 26.77007°E | Încărcați imagine | Raportați eroare |
| 36346.02.03                              | Situl arheologic de la Coșuleni-Siliște / ansamblu anonim (Categorie: locuire civilă) (Tip: așezare)                                               | sat Cosuleni, comuna Bălușeni                 | Siliște                                |                                                                                  | A.Păunescu, P. Șadurschi 1983                    | 47°41′16″N 26°46′12″E / 47.68777°N 26.77007°E | Încărcați imagine | Raportați eroare |
| 36480.02.01                              | Așezarea medievală de la Călinești-La Helemei / ansamblu anonim (Categorie: locuire civilă) (Tip: Așezare)                                         | localitate componentă Călinești, oraș Bucecea | La Helemei                             | sec. XVIII                                                                       | A. Păunescu, P. Șadurschi, V. Chirica 1974       | 47°46′33″N 26°29′20″E / 47.77594°N 26.48882°E | Încărcați imagine | Raportați eroare |
| 36505.03.01                              | Movilă la Călărași-La est de sat / ansamblu anonim (Categorie: descoperire funerară) (Tip: Tumul)                                                  | sat Călărași, comuna Călărași                 | La est de sat                          |                                                                                  | O.L.Șovan 2009                                   | 47°36′37″N 27°16′18″E / 47.61036°N 27.27156°E | Încărcați imagine | Raportați eroare |
| 36505.04.01                              | Situl arheologic de la Călărași-Puturosu / ansamblu anonim (Categorie: locuire civilă) (Tip: Așezare)                                              | sat Călărași, comuna Călărași                 | Puturosul                              | Cucuteni - A                                                                     | A.C. Florescu 1955                               | 47°36′07″N 27°16′47″E / 47.60184°N 27.27978°E | Încărcați imagine | Raportați eroare |
| 36505.04.02                              | Situl arheologic de la Călărași-Puturosu / ansamblu anonim (Categorie: locuire civilă) (Tip: Așezare)                                              | sat Călărași, comuna Călărași                 | Puturosul                              |                                                                                  | A.C. Florescu 1955                               | 47°36′07″N 27°16′47″E / 47.60184°N 27.27978°E | Încărcați imagine | Raportați eroare |
| 36505.04.03                              | Situl arheologic de la Călărași-Puturosu / ansamblu anonim (Categorie: locuire civilă) (Tip: Așezare)                                              | sat Călărași, comuna Călărași                 | Puturosul                              | Sântana de Mureș - Cerneahov sec. IV - V                                         | A.C. Florescu 1955                               | 47°36′07″N 27°16′47″E / 47.60184°N 27.27978°E | Încărcați imagine | Raportați eroare |
| 36505.04.04                              | Situl arheologic de la Călărași-Puturosu / ansamblu anonim (Categorie: locuire civilă) (Tip: Așezare)                                              | sat Călărași, comuna Călărași                 | Puturosul                              | sec. XIV - XVIII                                                                 | A.C. Florescu 1955                               | 47°36′07″N 27°16′47″E / 47.60184°N 27.27978°E | Încărcați imagine | Raportați eroare |
| 38198.01.01                              | Așezarea medievală de la Cîndești - Vatra satului I / ansamblu anonim (Categorie: locuire civilă) (Tip: Așezare)                                   | sat Cândești, comuna Cândești                 | Vatra satului I                        |                                                                                  | înv. Moroșanu Gheorghe 1973                      | 47°55′10″N 26°11′39″E / 47.91938°N 26.19423°E | Încărcați imagine | Raportați eroare |
| 38198.02.01                              | Așezarea medievală de la Cîndești-Vatra Satului II / ansamblu anonim (Categorie: locuire civilă) (Tip: Așezare)                                    | sat Cândești, comuna Cândești                 | Vatra Satului II                       |                                                                                  | prof. Bâlbă Traian 1973                          | 47°54′53″N 26°12′33″E / 47.9147°N 26.20903°E  | Încărcați imagine | Raportați eroare |
| 36541.03.01                              | Morminte sarmatice la Concești-Cătunul Brăteni / ansamblu anonim (Categorie: descoperire funerară) (Tip: necropola)                                | sat Concești, comuna Concești                 | Cătunul Brăteni                        | sarmatică sec. II-III                                                            | prof. Chirica Bețianu 1974                       | 48°09′04″N 26°34′07″E / 48.151°N 26.5686°E    | Încărcați imagine | Raportați eroare |
| 36541.04.01                              | Situl arheologic de la Concești-Langa / ansamblu anonim (Categorie: locuire civilă) (Tip: Așezare)                                                 | sat Concești, comuna Concești                 | Langa                                  | Noua aprox. 1500/1400-1150 ani                                                   | A. Păunescu, P. Șadurschi, V. Chirica 1974       | 48°10′06″N 26°33′40″E / 48.1682°N 26.56106°E  | Încărcați imagine | Raportați eroare |
| 36541.04.02                              | Situl arheologic de la Concești-Langa / ansamblu anonim (Categorie: locuire civilă) (Tip: Așezare)                                                 | sat Concești, comuna Concești                 | Langa                                  | getică aprox. 650-450/300 ani                                                    | A. Păunescu, P. Șadurschi, V. Chirica 1974       | 48°10′06″N 26°33′40″E / 48.1682°N 26.56106°E  | Încărcați imagine | Raportați eroare |
| 36541.04.03                              | Situl arheologic de la Concești-Langa / ansamblu anonim (Categorie: locuire civilă) (Tip: Așezare)                                                 | sat Concești, comuna Concești                 | Langa                                  | Sântana de Mureș - Cerneahov sec. IV - V                                         | A. Păunescu, P. Șadurschi, V. Chirica 1974       | 48°10′06″N 26°33′40″E / 48.1682°N 26.56106°E  | Încărcați imagine | Raportați eroare |
| 36541.04.04                              | Situl arheologic de la Concești-Langa / ansamblu anonim (Categorie: locuire civilă) (Tip: Așezare)                                                 | sat Concești, comuna Concești                 | Langa                                  |                                                                                  | A. Păunescu, P. Șadurschi, V. Chirica 1974       | 48°10′06″N 26°33′40″E / 48.1682°N 26.56106°E  | Încărcați imagine | Raportați eroare |
| 36541.05.01                              | Așezarea medievală de la Concești-Nisipăria lui Florea / ansamblu anonim (Categorie: locuire civilă) (Tip: Așezare)                                | sat Concești, comuna Concești                 | Nisipăria lui Florea                   |                                                                                  | A. Păunescu, P. Șadurschi, V. Chirica 1974       | 48°09′44″N 26°33′37″E / 48.16209°N 26.5604°E  | Încărcați imagine | Raportați eroare |
| 36612.03.01                              | Situl arheologic de la Cotu - Poiana Jorovlea / ansamblu anonim (Categorie: locuire civilă) (Tip: Așezare)                                         | sat Cotu, comuna Copălău                      | Poiana Jorovlea                        | Sântana de Mureș - Cerneahov - A-B sec. IV - V                                   | Ceplinschi N. Petru 1973                         | 47°35′50″N 26°50′29″E / 47.5973°N 26.84142°E  | Încărcați imagine | Raportați eroare |
| 36612.03.02                              | Situl arheologic de la Cotu - Poiana Jorovlea / ansamblu anonim (Categorie: locuire civilă) (Tip: Așezare)                                         | sat Cotu, comuna Copălău                      | Poiana Jorovlea                        | sec. XV - XVI                                                                    | Ceplinschi N. Petru 1973                         | 47°35′50″N 26°50′29″E / 47.5973°N 26.84142°E  | Încărcați imagine | Raportați eroare |
| 36612.03.03                              | Situl arheologic de la Cotu - Poiana Jorovlea / ansamblu anonim (Categorie: locuire civilă) (Tip: Așezare)                                         | sat Cotu, comuna Copălău                      | Poiana Jorovlea                        | sec. XVII - XVIII                                                                | Ceplinschi N. Petru 1973                         | 47°35′50″N 26°50′29″E / 47.5973°N 26.84142°E  | Încărcați imagine | Raportați eroare |
| 36596.01.01                              | Movila de la Cerbu-Dealul Lanul Sec / ansamblu anonim (Categorie: descoperire funerară) (Tip: Tumul)                                               | sat Cerbu, comuna Copălău                     | Dealul Lanul Sec                       | Cucuteni                                                                         | O.L. Șovan 2009                                  | 47°35′06″N 26°59′24″E / 47.58513°N 26.98992°E | Încărcați imagine | Raportați eroare |
| 36658.02.01                              | Așezarea Cucuteni de la Cordăreni-Prosia / ansamblu anonim (Categorie: locuire civilă) (Tip: Așezare)                                              | sat Cordăreni, comuna Cordăreni               | Prosia                                 | Cucuteni - A                                                                     | prof. C. Gologan 1973                            | 48°00′44″N 26°36′47″E / 48.01221°N 26.61294°E | Încărcați imagine | Raportați eroare |
| 36685.04.01                              | Așezarea Cucuteni de la Corlăteni-La Prisacă / ansamblu anonim (Categorie: locuire civilă) (Tip: Așezare)                                          | sat Corlăteni, comuna Corlăteni               | La Prisacă                             | Cucuteni - B                                                                     | Ion Nestor 1949                                  | 47°56′38″N 26°34′28″E / 47.94394°N 26.57448°E | Încărcați imagine | Raportați eroare |
| 36685.05.01                              | Așezarea Cucuteni de la Corlăteni-Costișa Morii / ansamblu anonim (Categorie: locuire civilă) (Tip: Așezare)                                       | sat Corlăteni, comuna Corlăteni               | Costișa Morii                          | Cucuteni - A-B                                                                   | D. Tudor 1952                                    | 47°55′48″N 26°32′07″E / 47.93007°N 26.53515°E | Încărcați imagine | Raportați eroare |
| 36685.06.01                              | Așezarea Cucuteni de la Corlăteni-La Stadole / ansamblu anonim (Categorie: locuire civilă) (Tip: Așezare)                                          | sat Corlăteni, comuna Corlăteni               | La Stadole                             | Cucuteni - B                                                                     | I. Nestor și colab. 1949                         | 47°56′33″N 26°33′59″E / 47.94239°N 26.56632°E | Încărcați imagine | Raportați eroare |
| 36694.01.01                              | Situl arheologic de la Carasa-Vatra satului / ansamblu anonim (Categorie: locuire civilă) (Tip: Așezare)                                           | sat Carasa, comuna Corlăteni                  | Vatra satului                          | Noua aprox. 1500/1400-1150 ani                                                   | I. Nestor și colab. 1951                         | 47°56′13″N 26°30′12″E / 47.93699°N 26.50336°E | Încărcați imagine | Raportați eroare |
| 36694.01.02                              | Situl arheologic de la Carasa-Vatra satului / ansamblu anonim (Categorie: locuire civilă) (Tip: Așezare)                                           | sat Carasa, comuna Corlăteni                  | Vatra satului                          |                                                                                  | I. Nestor și colab. 1951                         | 47°56′13″N 26°30′12″E / 47.93699°N 26.50336°E | Încărcați imagine | Raportați eroare |
| 36685.07.01                              | Situl arheologic de la Corlăteni-Vatra Satului / ansamblu anonim (Categorie: locuire civilă) (Tip: Așezare)                                        | sat Corlăteni, comuna Corlăteni               | Vatra Satului                          | Sântana de Mureș - Cerneahov sec. IV - V                                         | Aurel Țucu 1957                                  | 47°56′04″N 26°33′07″E / 47.93439°N 26.55185°E | Încărcați imagine | Raportați eroare |
| 36685.07.02                              | Situl arheologic de la Corlăteni-Vatra Satului / ansamblu anonim (Categorie: locuire civilă) (Tip: Așezare)                                        | sat Corlăteni, comuna Corlăteni               | Vatra Satului                          | sec. XIV                                                                         | Aurel Țucu 1957                                  | 47°56′04″N 26°33′07″E / 47.93439°N 26.55185°E | Încărcați imagine | Raportați eroare |
| 36685.07.03                              | Situl arheologic de la Corlăteni-Vatra Satului / ansamblu anonim (Categorie: locuire civilă) (Tip: Așezare)                                        | sat Corlăteni, comuna Corlăteni               | Vatra Satului                          | sec. XVII - XVIII                                                                | Aurel Țucu 1957                                  | 47°56′04″N 26°33′07″E / 47.93439°N 26.55185°E | Încărcați imagine | Raportați eroare |
| 36694.03.01                              | Situl arheologic de la Carasa-Siliștea Veche / ansamblu anonim (Categorie: locuire civilă) (Tip: Așezare)                                          | sat Carasa, comuna Corlăteni                  | Siliștea Veche                         | Cucuteni - A-B                                                                   | N. Filipescu-Dubău 1891                          | 47°57′05″N 26°32′52″E / 47.95138°N 26.54784°E | Încărcați imagine | Raportați eroare |
| 36694.03.02                              | Situl arheologic de la Carasa-Siliștea Veche / ansamblu anonim (Categorie: locuire civilă) (Tip: Așezare)                                          | sat Carasa, comuna Corlăteni                  | Siliștea Veche                         | sec. XV - XVI                                                                    | N. Filipescu-Dubău 1891                          | 47°57′05″N 26°32′52″E / 47.95138°N 26.54784°E | Încărcați imagine | Raportați eroare |
| 36765.05.01                              | Așezarea paleolitică de la Corni-Dealul Viei / ansamblu anonim (Categorie: locuire) (Tip: Așezare)                                                 | sat Corni, comuna Corni                       | Dealul Viei                            |                                                                                  | A. Păunescu, P. Șadurschi, V. Chirica 1974       | 47°37′44″N 26°33′18″E / 47.62897°N 26.55504°E | Încărcați imagine | Raportați eroare |
| 36765.06.01                              | Situl arheologic de la Corni-Lipoveni / ansamblu anonim (Categorie: locuire civilă) (Tip: Așezare)                                                 | sat Corni, comuna Corni                       | Lipoveni                               | Cucuteni - A                                                                     | A. Păunescu, P. Șadurschi, V. Chirica 1974       | 47°39′33″N 26°33′54″E / 47.65913°N 26.56513°E | Încărcați imagine | Raportați eroare |
| 36765.06.02                              | Situl arheologic de la Corni-Lipoveni / ansamblu anonim (Categorie: locuire civilă) (Tip: Așezare)                                                 | sat Corni, comuna Corni                       | Lipoveni                               | getică aprox. 650-450/300 ani                                                    | A. Păunescu, P. Șadurschi, V. Chirica 1974       | 47°39′33″N 26°33′54″E / 47.65913°N 26.56513°E | Încărcați imagine | Raportați eroare |
| 36765.07.01                              | Așezarea medievală de la Corni-La Siliște / ansamblu anonim (Categorie: locuire civilă) (Tip: Așezare)                                             | sat Corni, comuna Corni                       | La Siliște                             | sec. XV - XVII                                                                   | A. Păunescu, P. Șadurschi, V. Chirica 1974       | 47°39′00″N 26°32′39″E / 47.64992°N 26.54427°E | Încărcați imagine | Raportați eroare |
| 36765.08.01                              | Așezarea paleolitică de la Corni-La Hârtop / ansamblu anonim (Categorie: locuire civilă) (Tip: Așezare)                                            | sat Corni, comuna Corni                       | La Hârtop                              |                                                                                  | N. Zaharia 1957                                  | 47°39′23″N 26°36′44″E / 47.65641°N 26.61236°E | Încărcați imagine | Raportați eroare |
| 36603.02.01                              | Situl arheologic de la Coșula-Vatra satului / ansamblu anonim (Categorie: locuire civilă) (Tip: Așezare)                                           | sat Coșula, comuna Coșula                     | Vatra satului                          | Cucuteni aprox. 4.500- 3.500 ani                                                 | A. Păunescu, P. Șadurschi, V. Chirica 1974       | 47°37′32″N 26°46′47″E / 47.62568°N 26.77972°E | Încărcați imagine | Raportați eroare |
| 36603.02.02                              | Situl arheologic de la Coșula-Vatra satului / ansamblu anonim (Categorie: locuire civilă) (Tip: Așezare)                                           | sat Coșula, comuna Coșula                     | Vatra satului                          |                                                                                  | A. Păunescu, P. Șadurschi, V. Chirica 1974       | 47°37′32″N 26°46′47″E / 47.62568°N 26.77972°E | Încărcați imagine | Raportați eroare |
| 36845.06.01                              | Situl arheologic de la Crasnaleuca-Vatra Satului / ansamblu anonim (Categorie: locuire civilă) (Tip: Așezare)                                      | sat Crasnaleuca, comuna Coțușca               | Vatra Satului                          | Cucuteni aprox. 4.500- 3.500 ani                                                 | M. Brudiu 1977-1979                              | 48°09′31″N 26°56′42″E / 48.1587°N 26.945°E    | Încărcați imagine | Raportați eroare |
| 36845.06.02                              | Situl arheologic de la Crasnaleuca-Vatra Satului / ansamblu anonim (Categorie: locuire civilă) (Tip: Așezare)                                      | sat Crasnaleuca, comuna Coțușca               | Vatra Satului                          | Sântana de Mureș - Cerneahov sec. IV-V                                           | M. Brudiu 1977-1979                              | 48°09′31″N 26°56′42″E / 48.1587°N 26.945°E    | Încărcați imagine | Raportați eroare |
| 36845.07.01                              | Movilă la Crasnaleuca-Dealul Coșeri II / ansamblu anonim (Categorie: descoperire funerară) (Tip: Tumul)                                            | sat Crasnaleuca, comuna Coțușca               | Coșeri II                              |                                                                                  | A. Păunescu, P. Șadurschi, V. Chirica 1973-1974  | 48°08′29″N 26°55′42″E / 48.14149°N 26.92845°E | Încărcați imagine | Raportați eroare |
| 36845.08.01                              | Așezarea paleolitică de la Crasnaleuca-La Zootehnie / ansamblu anonim (Categorie: locuire civilă) (Tip: Așezare)                                   | sat Crasnaleuca, comuna Coțușca               | La Zootehnie                           | Aurignacian aprox. 38.000-27.000/25.000 ani                                      | A. Păunescu 1970                                 | 48°08′53″N 26°58′42″E / 48.14792°N 26.97837°E | Încărcați imagine | Raportați eroare |
| 36818.02.01                              | Movilă la Coțușca-Coțușca I / ansamblu anonim (Categorie: descoperire funerară) (Tip: Tumul)                                                       | sat Coțușca, comuna Coțușca                   | Coțușca I                              |                                                                                  | A. Păunescu, P. Șadurschi, V. Chirica 1973-1974  | 48°07′03″N 26°51′12″E / 48.11763°N 26.85343°E | Încărcați imagine | Raportați eroare |
| 36845.11.01                              | Așezare a culturii Noua la Crasnaleuca-Staniște / ansamblu anonim (Categorie: locuire civilă) (Tip: Așezare)                                       | sat Crasnaleuca, comuna Coțușca               | Staniște                               | Noua aprox. 1500/1400-1150 ani                                                   | M. Brudiu 1977-1979                              | 48°08′19″N 26°56′52″E / 48.1385°N 26.94785°E  | Încărcați imagine | Raportați eroare |
| 36916.04.01                              | Așezarea medievală de la Cristești - La Iazul Vechi / ansamblu anonim (Categorie: locuire civilă) (Tip: Așezare)                                   | sat Cristești, comuna Cristești               | La Iazul Vechi                         | sec. XVII                                                                        | V. Perian                                        | 47°38′19″N 26°42′38″E / 47.63863°N 26.71066°E | Încărcați imagine | Raportați eroare |
| 36961.03.01                              | Situl arheologic de la Cristinești-Dealul lui Foca / ansamblu anonim (Categorie: locuire civilă) (Tip: Așezare deschisă)                           | sat Cristinești, comuna Cristinești           | Dealul lui Foca                        |                                                                                  | A. Păunescu, P. Șadurschi, V. Chirica 1974       | 48°06′39″N 26°24′17″E / 48.11087°N 26.40467°E | Încărcați imagine | Raportați eroare |
| 36961.03.02                              | Situl arheologic de la Cristinești-Dealul lui Foca / ansamblu anonim (Categorie: locuire civilă) (Tip: Așezare deschisă)                           | sat Cristinești, comuna Cristinești           | Dealul lui Foca                        | sec. XVIII - XIX                                                                 | A. Păunescu, P. Șadurschi, V. Chirica 1974       | 48°06′39″N 26°24′17″E / 48.11087°N 26.40467°E | Încărcați imagine | Raportați eroare |
| 36961.04.01                              | Situl arheologic de la Cristinești-Fânațul Popii / ansamblu anonim (Categorie: descoperire funerară) (Tip: așezare deschisă)                       | sat Cristinești, comuna Cristinești           | Fânațul Popii                          | Noua aprox. 1500/1400-1150                                                       | Viorica Perian 1957                              | 48°05′15″N 26°23′10″E / 48.08749°N 26.3861°E  | Încărcați imagine | Raportați eroare |
| 36961.04.02                              | Situl arheologic de la Cristinești-Fânațul Popii / ansamblu anonim (Categorie: descoperire funerară) (Tip: Necropolă plană)                        | sat Cristinești, comuna Cristinești           | Fânațul Popii                          | getică aprox. 650-450/300 ani                                                    | Viorica Perian 1957                              | 48°05′15″N 26°23′10″E / 48.08749°N 26.3861°E  | Încărcați imagine | Raportați eroare |
| 38090.02.01                              | Situl arheologic de la Cătămărești - La Țintirim / ansamblu anonim (Categorie: locuire civilă) (Tip: Așezare)                                      | sat Cătămărești, comuna Mihai Eminescu        | La Țintirim                            | getică aprox. 650-450/300 ani                                                    | I. D. Marin 1955                                 | 47°45′18″N 26°35′22″E / 47.75492°N 26.58944°E | Încărcați imagine | Raportați eroare |
| 38090.02.02                              | Situl arheologic de la Cătămărești - La Țintirim / ansamblu anonim (Categorie: locuire civilă) (Tip: Așezare)                                      | sat Cătămărești, comuna Mihai Eminescu        | La Țintirim                            | Răducăneni sec. XI - XIII                                                        | I. D. Marin 1955                                 | 47°45′18″N 26°35′22″E / 47.75492°N 26.58944°E | Încărcați imagine | Raportați eroare |
| 38090.02.03                              | Situl arheologic de la Cătămărești - La Țintirim / ansamblu anonim (Categorie: locuire civilă) (Tip: Așezare)                                      | sat Cătămărești, comuna Mihai Eminescu        | La Țintirim                            | Prodana - Bârlad sec. XIII - XIV                                                 | I. D. Marin 1955                                 | 47°45′18″N 26°35′22″E / 47.75492°N 26.58944°E | Încărcați imagine | Raportați eroare |
| 38090.02.04                              | Situl arheologic de la Cătămărești - La Țintirim / ansamblu anonim (Categorie: locuire civilă) (Tip: Așezare)                                      | sat Cătămărești, comuna Mihai Eminescu        | La Țintirim                            | sec. XVII - XVIII                                                                | I. D. Marin 1955                                 | 47°45′18″N 26°35′22″E / 47.75492°N 26.58944°E | Încărcați imagine | Raportați eroare |
| 37495.06.01                              | Situl arheologic de la Mihai Eminescu-La Salcâmii lui Cramă / ansamblu anonim (Categorie: locuire civilă) (Tip: Așezare)                           | sat Cătămărești, comuna Mihai Eminescu        | La Salcâmii lui Cramă                  | Cucuteni aprox. 4.500- 3.500 ani                                                 | I. D. Marin 1955                                 | 47°45′06″N 26°34′45″E / 47.75155°N 26.57921°E | Încărcați imagine | Raportați eroare |
| 37495.06.02                              | Situl arheologic de la Mihai Eminescu-La Salcâmii lui Cramă / ansamblu anonim (Categorie: locuire civilă) (Tip: Așezare)                           | sat Cătămărești, comuna Mihai Eminescu        | La Salcâmii lui Cramă                  | Noua aprox. 1500/1400-1150 ani                                                   | I. D. Marin 1955                                 | 47°45′06″N 26°34′45″E / 47.75155°N 26.57921°E | Încărcați imagine | Raportați eroare |
| 37495.06.03                              | Situl arheologic de la Mihai Eminescu-La Salcâmii lui Cramă / ansamblu anonim (Categorie: locuire civilă) (Tip: Așezare)                           | sat Cătămărești, comuna Mihai Eminescu        | La Salcâmii lui Cramă                  | Sântana de Mureș - Cerneahov sec. IV - V                                         | I. D. Marin 1955                                 | 47°45′06″N 26°34′45″E / 47.75155°N 26.57921°E | Încărcați imagine | Raportați eroare |
| 37495.06.04                              | Situl arheologic de la Mihai Eminescu-La Salcâmii lui Cramă / ansamblu anonim (Categorie: locuire civilă) (Tip: Așezare)                           | sat Cătămărești, comuna Mihai Eminescu        | La Salcâmii lui Cramă                  | sec. XVII - XVIII                                                                | I. D. Marin 1955                                 | 47°45′06″N 26°34′45″E / 47.75155°N 26.57921°E | Încărcați imagine | Raportați eroare |
| 38116.01.01                              | Situl arheologic de la Cervicești - La Fânaț / ansamblu anonim (Categorie: locuire civilă) (Tip: Așezare)                                          | sat Cervicești, comuna Mihai Eminescu         | La Fânaț                               |                                                                                  | A. Păunescu, P. Șadurschi, V. Chirica 1973       | 47°47′49″N 26°31′20″E / 47.79704°N 26.52214°E | Încărcați imagine | Raportați eroare |
| 38116.01.02                              | Situl arheologic de la Cervicești - La Fânaț / ansamblu anonim (Categorie: locuire civilă) (Tip: Așezare)                                          | sat Cervicești, comuna Mihai Eminescu         | La Fânaț                               | Sântana de Mureș - Cerneahov sec. IV - V                                         | A. Păunescu, P. Șadurschi, V. Chirica 1973       | 47°47′49″N 26°31′20″E / 47.79704°N 26.52214°E | Încărcați imagine | Raportați eroare |
| 38116.01.03                              | Situl arheologic de la Cervicești - La Fânaț / ansamblu anonim (Categorie: locuire civilă) (Tip: Așezare)                                          | sat Cervicești, comuna Mihai Eminescu         | La Fânaț                               | sec. XVIII                                                                       | A. Păunescu, P. Șadurschi, V. Chirica 1973       | 47°47′49″N 26°31′20″E / 47.79704°N 26.52214°E | Încărcați imagine | Raportați eroare |
| 38134.05.01                              | Situl arheologic de la Cucorani - Medeleni / ansamblu anonim (Categorie: locuire civilă) (Tip: Așezare)                                            | sat Cucorani, comuna Mihai Eminescu           | Medeleni                               | Cucuteni - A                                                                     | S. Teodor și S. Rață 1960                        | 47°47′13″N 26°32′36″E / 47.78687°N 26.54345°E | Încărcați imagine | Raportați eroare |
| 38134.05.02                              | Situl arheologic de la Cucorani - Medeleni / ansamblu anonim (Categorie: locuire civilă) (Tip: Necropolă plană)                                    | sat Cucorani, comuna Mihai Eminescu           | Medeleni                               | Corlăteni-Chișinău aprox. 1.200-800 ani                                          | S. Teodor și S. Rață 1960                        | 47°47′13″N 26°32′36″E / 47.78687°N 26.54345°E | Încărcați imagine | Raportați eroare |
| 38134.05.03                              | Situl arheologic de la Cucorani - Medeleni / ansamblu anonim (Categorie: locuire civilă) (Tip: Așezare)                                            | sat Cucorani, comuna Mihai Eminescu           | Medeleni                               | getică aprox. 450-300 ani                                                        | S. Teodor și S. Rață 1960                        | 47°47′13″N 26°32′36″E / 47.78687°N 26.54345°E | Încărcați imagine | Raportați eroare |
| 38134.05.04                              | Situl arheologic de la Cucorani - Medeleni / ansamblu anonim (Categorie: locuire civilă) (Tip: Așezare)                                            | sat Cucorani, comuna Mihai Eminescu           | Medeleni                               | Geto-dacă sec. II a. Chr. - sec. II p. Chr                                       | S. Teodor și S. Rață 1960                        | 47°47′13″N 26°32′36″E / 47.78687°N 26.54345°E | Încărcați imagine | Raportați eroare |
| 38134.05.05                              | Situl arheologic de la Cucorani - Medeleni / ansamblu anonim (Categorie: locuire civilă) (Tip: Așezare)                                            | sat Cucorani, comuna Mihai Eminescu           | Medeleni                               | Daci liberi sec. II-III                                                          | S. Teodor și S. Rață 1960                        | 47°47′13″N 26°32′36″E / 47.78687°N 26.54345°E | Încărcați imagine | Raportați eroare |
| 38134.05.06                              | Situl arheologic de la Cucorani - Medeleni / ansamblu anonim (Categorie: locuire civilă) (Tip: așezare)                                            | sat Cucorani, comuna Mihai Eminescu           | Medeleni                               | Sântana de Mureș - Cerneahov sec.IV-V                                            | S. Teodor și S. Rață 1960                        | 47°47′13″N 26°32′36″E / 47.78687°N 26.54345°E | Încărcați imagine | Raportați eroare |
| 38134.05.07                              | Situl arheologic de la Cucorani - Medeleni / ansamblu anonim (Categorie: locuire civilă) (Tip: așezare deschisă)                                   | sat Cucorani, comuna Mihai Eminescu           | Medeleni                               | Suceava-Șipot-Botoșana sec. VI-VII                                               | S. Teodor și S. Rață 1960                        | 47°47′13″N 26°32′36″E / 47.78687°N 26.54345°E | Încărcați imagine | Raportați eroare |
| 38134.03.01                              | Situl arheologic de la Cucorani - Ceir / ansamblu anonim (Categorie: locuire civilă) (Tip: Așezare)                                                | sat Cucorani, comuna Mihai Eminescu           | Ceir                                   | Noua aprox. 1500/1400-1150 ani                                                   | înv. D. Cristea 1963                             | 47°47′21″N 26°30′56″E / 47.78917°N 26.51555°E | Încărcați imagine | Raportați eroare |
| 38134.03.02                              | Situl arheologic de la Cucorani - Ceir / ansamblu anonim (Categorie: locuire civilă) (Tip: Așezare)                                                | sat Cucorani, comuna Mihai Eminescu           | Ceir                                   | getică aprox. 650-450/300 ani                                                    | înv. D. Cristea 1963                             | 47°47′21″N 26°30′56″E / 47.78917°N 26.51555°E | Încărcați imagine | Raportați eroare |
| 38134.03.03                              | Situl arheologic de la Cucorani - Ceir / ansamblu anonim (Categorie: locuire civilă) (Tip: Așezare)                                                | sat Cucorani, comuna Mihai Eminescu           | Ceir                                   | Suceava-Șipot-Botoșana sec. VI-VII                                               | înv. D. Cristea 1963                             | 47°47′21″N 26°30′56″E / 47.78917°N 26.51555°E | Încărcați imagine | Raportați eroare |
| 38134.02.01                              | Situl arheologic de la Cucorani - Vatra satului / ansamblu anonim (Categorie: locuire civilă) (Tip: Așezare)                                       | sat Cucorani, comuna Mihai Eminescu           | Vatra satului                          | Cucuteni aprox. 4.500- 3.500 ani                                                 | I. D. Marin 1956                                 | 47°47′16″N 26°31′17″E / 47.78775°N 26.52133°E | Încărcați imagine | Raportați eroare |
| 38134.02.02                              | Situl arheologic de la Cucorani - Vatra satului / ansamblu anonim (Categorie: locuire civilă) (Tip: Așezare)                                       | sat Cucorani, comuna Mihai Eminescu           | Vatra satului                          | Daci liberi sec. II - III                                                        | I. D. Marin 1956                                 | 47°47′16″N 26°31′17″E / 47.78775°N 26.52133°E | Încărcați imagine | Raportați eroare |
| 38134.02.03                              | Situl arheologic de la Cucorani - Vatra satului / ansamblu anonim (Categorie: locuire civilă) (Tip: Așezare)                                       | sat Cucorani, comuna Mihai Eminescu           | Vatra satului                          | Sântana de Mureș - Cerneahov sec. IV - V                                         | I. D. Marin 1956                                 | 47°47′16″N 26°31′17″E / 47.78775°N 26.52133°E | Încărcați imagine | Raportați eroare |
| 38116.04.01                              | Situl arheologic de la Cervicești - La Șleahul Dorohoiului / ansamblu anonim (Categorie: locuire civilă) (Tip: Așezare)                            | sat Cervicești, comuna Mihai Eminescu         | La Șleahul Dorohoiului                 | Horodiștea-Gordinești aprox.3.500-2.500 ani                                      | I. D. Marin 1956                                 | 47°48′03″N 26°34′33″E / 47.80088°N 26.57574°E | Încărcați imagine | Raportați eroare |
| 38116.04.02                              | Situl arheologic de la Cervicești - La Șleahul Dorohoiului / ansamblu anonim (Categorie: locuire civilă) (Tip: Așezare)                            | sat Cervicești, comuna Mihai Eminescu         | La Șleahul Dorohoiului                 |                                                                                  | I. D. Marin 1956                                 | 47°48′03″N 26°34′33″E / 47.80088°N 26.57574°E | Încărcați imagine | Raportați eroare |
| 38116.04.03                              | Situl arheologic de la Cervicești - La Șleahul Dorohoiului / ansamblu anonim (Categorie: locuire civilă) (Tip: Așezare)                            | sat Cervicești, comuna Mihai Eminescu         | La Șleahul Dorohoiului                 | Sântana de Mureș - Cerneahov sec. IV-V                                           | I. D. Marin 1956                                 | 47°48′03″N 26°34′33″E / 47.80088°N 26.57574°E | Încărcați imagine | Raportați eroare |
| 35768.03.01                              | Așezarea medievală de la Curtești - Dealul Ghirului / ansamblu anonim (Categorie: locuire civilă) (Tip: așezare)                                   | sat Curtești, comuna Curtești                 | Dealul Ghirului                        | sec. XIV - XV                                                                    | V. Spinei, R. Popovici-Baltă 1974                | 47°43′39″N 26°38′08″E / 47.72738°N 26.63554°E | Încărcați imagine | Raportați eroare |
| 38107.03.01                              | Movila La Steag de la Cătămărești-Deal / ansamblu anonim (Categorie: descoperire funerară) (Tip: Tumul)                                            | sat Cătămărești-Deal, comuna Mihai Eminescu   | Movila La Steag                        |                                                                                  | prof. I. D. Marin 1974                           | 47°46′42″N 26°36′55″E / 47.77828°N 26.61534°E | Încărcați imagine | Raportați eroare |
| 36168.01.01                              | Situl arheologic de la Coștiugeni-Vatra Satului / ansamblu anonim (Categorie: locuire civilă) (Tip: Așezare)                                       | sat Coștiugeni, comuna Albești                | Vatra Satului                          | Cucuteni                                                                         | A. Păunescu, P. Șadurschi 1982                   | 47°41′14″N 27°02′16″E / 47.6873°N 27.03766°E  | Încărcați imagine | Raportați eroare |
| 36168.01.02                              | Situl arheologic de la Coștiugeni-Vatra Satului / ansamblu anonim (Categorie: locuire civilă) (Tip: Așezare)                                       | sat Coștiugeni, comuna Albești                | Vatra Satului                          |                                                                                  | A. Păunescu, P. Șadurschi 1982                   | 47°41′14″N 27°02′16″E / 47.6873°N 27.03766°E  | Încărcați imagine | Raportați eroare |
| 36694.02.01                              | Movila Mușchioasa I la Carasa / ansamblu anonim (Categorie: descoperire funerară) (Tip: Tumul)                                                     | sat Carasa, comuna Corlăteni                  | Movila Mușchioasa I                    |                                                                                  | O.L. Șovan 2009                                  | 47°57′20″N 26°31′23″E / 47.95547°N 26.5231°E  | Încărcați imagine | Raportați eroare |
| 36685.10.01                              | Movilă funerară la Corlăteni - Dealul Biciuștile I / ansamblu anonim (Categorie: descoperire funerară) (Tip: Tumul)                                | sat Corlăteni, comuna Corlăteni               | Dealul Biciuștile I                    |                                                                                  | A. Păunescu, P. Șadurschi, V. Chirica 1975       | 47°56′26″N 26°32′18″E / 47.94044°N 26.53841°E | Încărcați imagine | Raportați eroare |
| 36685.08.01                              | Movila de lângă Valea Tălpeni de la Corlăteni / ansamblu anonim (Categorie: descoperire funerară) (Tip: Tumul)                                     | sat Corlăteni, comuna Corlăteni               | Movila de lângă Valea Tălpeni          |                                                                                  | O.L. Șovan 2009                                  | 47°57′53″N 26°34′13″E / 47.96459°N 26.57037°E | Încărcați imagine | Raportați eroare |
| 36916.06.01                              | Așezarea medievală de la Cristești-Cotul Lipoveni Vale / ansamblu anonim (Categorie: locuire civilă) (Tip: Așezare)                                | sat Cristești, comuna Cristești               | Cotul Lipoveni Vale                    | Prodana-Bârlad sec. XIII-XIV                                                     | Păunescu, P. Șadurschi, V. Chirica 1974          | 47°38′41″N 26°43′27″E / 47.64464°N 26.72419°E | Încărcați imagine | Raportați eroare |
| 36916.06.02                              | Așezarea medievală de la Cristești-Cotul Lipoveni Vale / ansamblu anonim (Categorie: locuire civilă) (Tip: Așezare)                                | sat Cristești, comuna Cristești               | Cotul Lipoveni Vale                    | sec. XVI - XVII                                                                  | Păunescu, P. Șadurschi, V. Chirica 1974          | 47°38′41″N 26°43′27″E / 47.64464°N 26.72419°E | Încărcați imagine | Raportați eroare |
| 36916.03.01                              | Așezarea de secol XVIII de la Cristești - cătunul Ghilănești / ansamblu anonim (Categorie: locuire civilă) (Tip: Așezare)                          | sat Cristești, comuna Cristești               | Cartierul Ghilănești                   | sec. XVIII                                                                       | înv. Ungureanu Ion 1975                          | 47°38′00″N 26°44′22″E / 47.6332°N 26.7394°E   | Încărcați imagine | Raportați eroare |
| 38349.07.01                              | Situl arheologic de la Drăgușeni - La Movila din Sărături / ansamblu anonim (Categorie: descoperire funerară) (Tip: așezare deschisă)              | sat Codreni, comuna Mileanca                  | La Sărături                            | Cucuteni - A-B                                                                   |                                                  |                                               | Încărcați imagine | Raportați eroare |
| 38349.01.01                              | Movila din Dealul Ripian I de la Codreni / ansamblu anonim (Categorie: descoperire funerară) (Tip: Tumul)                                          | sat Codreni, comuna Mileanca                  | Movila din Dealul Ripian I             |                                                                                  | O. L. Șovan 2009                                 | 48°05′23″N 26°45′50″E / 48.08981°N 26.76396°E | Încărcați imagine | Raportați eroare |
| 38606.03.01                              | Situl arheologic de la Câmpeni - La Iezătura Veche / ansamblu anonim (Categorie: locuire civilă) (Tip: Necropolă plană)                            | sat Câmpeni, comuna Prăjeni                   | La Iezătura Veche                      | Sântana de Mureș - Cerneahov sec. IV - V                                         | A. Nițu și N. Zaharia 1956                       | 47°30′07″N 26°59′26″E / 47.50197°N 26.99069°E | Încărcați imagine | Raportați eroare |
| 38606.03.03                              | Situl arheologic de la Câmpeni - La Iezătura Veche / ansamblu anonim (Categorie: locuire civilă) (Tip: Așezare)                                    | sat Câmpeni, comuna Prăjeni                   | La Iezătura Veche                      |                                                                                  | A. Nițu și N. Zaharia 1956                       | 47°30′07″N 26°59′26″E / 47.50197°N 26.99069°E | Încărcați imagine | Raportați eroare |
| 38606.03.02                              | Situl arheologic de la Câmpeni - La Iezătura Veche / ansamblu anonim (Categorie: locuire civilă) (Tip: așezare deschisă)                           | sat Câmpeni, comuna Prăjeni                   | La Iezătura Veche                      | Sântana de Mureș - Cerneahov sec. IV - V                                         | A. Nițu și N. Zaharia 1956                       | 47°30′07″N 26°59′26″E / 47.50197°N 26.99069°E | Încărcați imagine | Raportați eroare |
| 38606.06.01                              | Situl arheologic de la Câmpeni - Confluența pârâului Leahu cu Miletinul / ansamblu anonim (Categorie: locuire civilă) (Tip: Așezare)               | sat Câmpeni, comuna Prăjeni                   | Confluența pârâului Leahu cu Miletinul | Sântana de Mureș - Cerneahov sec. IV - V                                         | A. Nițu și N. Zaharia 1955                       | 47°30′23″N 27°00′02″E / 47.50637°N 27.00062°E | Încărcați imagine | Raportați eroare |
| 38606.06.02                              | Situl arheologic de la Câmpeni - Confluența pârâului Leahu cu Miletinul / ansamblu anonim (Categorie: locuire civilă) (Tip: Așezare)               | sat Câmpeni, comuna Prăjeni                   | Confluența pârâului Leahu cu Miletinul | sec. XVII - XVIII                                                                | A. Nițu și N. Zaharia 1955                       | 47°30′23″N 27°00′02″E / 47.50637°N 27.00062°E | Încărcați imagine | Raportați eroare |
| 39284.03.01                              | Situl arheologic de la Cernești - Borcilă / ansamblu anonim (Categorie: locuire) (Tip: Necropolă plană)                                            | sat Cernești, comuna Todireni                 | Borcilă                                |                                                                                  | I. Nestor și colab. 1952                         | 47°36′41″N 27°03′55″E / 47.61139°N 27.06521°E | Încărcați imagine | Raportați eroare |
| 39284.03.02                              | Situl arheologic de la Cernești - Borcilă / ansamblu anonim (Categorie: locuire) (Tip: Așezare deschisă)                                           | sat Cernești, comuna Todireni                 | Borcilă                                |                                                                                  | I. Nestor și colab. 1952                         | 47°36′41″N 27°03′55″E / 47.61139°N 27.06521°E | Încărcați imagine | Raportați eroare |
| 39284.04.01                              | Situl arheologic de la Cernești - Dealul Curții / ansamblu anonim (Categorie: locuire civilă) (Tip: Așezare deschisă)                              | sat Cernești, comuna Todireni                 | Dealul Curții                          | Noua aprox. 1500/1400-1150 ani                                                   | I. Nestor și colab. 1952                         | 47°36′24″N 27°06′14″E / 47.60677°N 27.10397°E | Încărcați imagine | Raportați eroare |
| 39284.04.02                              | Situl arheologic de la Cernești - Dealul Curții / ansamblu anonim (Categorie: locuire civilă) (Tip: Așezare deschisă)                              | sat Cernești, comuna Todireni                 | Dealul Curții                          | Sântana de Mureș - Cerneahov sec. IV - V                                         | I. Nestor și colab. 1952                         | 47°36′24″N 27°06′14″E / 47.60677°N 27.10397°E | Încărcați imagine | Raportați eroare |
| 39284.04.03                              | Situl arheologic de la Cernești - Dealul Curții / ansamblu anonim (Categorie: locuire civilă) (Tip: Așezare deschisă)                              | sat Cernești, comuna Todireni                 | Dealul Curții                          |                                                                                  | I. Nestor și colab. 1952                         | 47°36′24″N 27°06′14″E / 47.60677°N 27.10397°E | Încărcați imagine | Raportați eroare |
| 39284.02.01                              | Situl arheologic de la Cernești - Lutăria lui D. Neamțu / ansamblu anonim (Categorie: locuire civilă) (Tip: Așezare deschisă)                      | sat Cernești, comuna Todireni                 | Lutăria lui D. Neamțu                  | Cucuteni aprox. 4.500- 3.500 ani                                                 | I. Nestor și colab. 1952                         | 47°36′23″N 27°05′29″E / 47.60639°N 27.0913°E  | Încărcați imagine | Raportați eroare |
| 39284.02.02                              | Situl arheologic de la Cernești - Lutăria lui D. Neamțu / ansamblu anonim (Categorie: locuire civilă) (Tip: Așezare deschisă)                      | sat Cernești, comuna Todireni                 | Lutăria lui D. Neamțu                  |                                                                                  | I. Nestor și colab. 1952                         | 47°36′23″N 27°05′29″E / 47.60639°N 27.0913°E  | Încărcați imagine | Raportați eroare |
| 39444.01.01                              | Movila Perișorul de la Călugăreni / ansamblu anonim (Categorie: descoperire funerară) (Tip: Tumul)                                                 | sat Călugăreni, comuna Ungureni               | Movila Perișorul                       |                                                                                  | A. Păunescu, P. Șadurschi, V. Chirica 1973       | 47°55′50″N 26°41′55″E / 47.93054°N 26.69867°E | Încărcați imagine | Raportați eroare |
| 39676.01.01                              | Situl arheologic de la Cuza Vodă- Dealul Bisericii / ansamblu anonim (Categorie: locuire civilă) (Tip: Așezare deschisă)                           | sat Cuza Vodă, comuna Viișoara                | Dealul Bisericii                       | Cucuteni aprox. 4.500- 3.500 ani                                                 | Gh. Ciopec 1973                                  | 48°11′19″N 26°42′04″E / 48.18871°N 26.70118°E | Încărcați imagine | Raportați eroare |
| 39676.01.02                              | Situl arheologic de la Cuza Vodă- Dealul Bisericii / ansamblu anonim (Categorie: locuire civilă) (Tip: Așezare deschisă)                           | sat Cuza Vodă, comuna Viișoara                | Dealul Bisericii                       |                                                                                  | Gh. Ciopec 1973                                  | 48°11′19″N 26°42′04″E / 48.18871°N 26.70118°E | Încărcați imagine | Raportați eroare |
| 36168.03.01                              | Movila de la Coștiugeni-Capul Pădurii / ansamblu anonim (Categorie: descoperire funerară) (Tip: Tumul)                                             | sat Coștiugeni, comuna Albești                | Capul Pădurii                          |                                                                                  | O. L. Șovan 2009                                 | 47°39′59″N 27°03′13″E / 47.66635°N 27.05348°E | Încărcați imagine | Raportați eroare |
| 36168.06.01                              | Movilă la Coștiugeni-Țarna Veche / ansamblu anonim (Categorie: descoperire funerară) (Tip: Tumul)                                                  | sat Coștiugeni, comuna Albești                | Țarna Veche                            |                                                                                  | O. L. Șovan 2009                                 | 47°40′58″N 27°03′13″E / 47.68284°N 27.05362°E | Încărcați imagine | Raportați eroare |
| 36168.09.01                              | Movilă Corcești de la Coștiugeni / ansamblu anonim (Categorie: descoperire funerară) (Tip: Movilă)                                                 | sat Coștiugeni, comuna Albești                | Movila Corcești                        |                                                                                  | O. L. Șovan 2009                                 | 47°41′31″N 26°59′52″E / 47.69205°N 26.99783°E | Încărcați imagine | Raportați eroare |
| 36168.08.01                              | Movilă la Coștiugeni-Dumbrava II / ansamblu anonim (Categorie: descoperire funerară) (Tip: Tumul)                                                  | sat Coștiugeni, comuna Albești                | Dumbrava II                            |                                                                                  | O. L. Șovan 2009                                 | 47°41′50″N 27°01′50″E / 47.69713°N 27.03046°E | Încărcați imagine | Raportați eroare |
| 36168.07.01                              | Movila Dumbrava la Coștiugeni - Dumbrava I / ansamblu anonim (Categorie: descoperire funerară) (Tip: Tumul)                                        | sat Coștiugeni, comuna Albești                | Dumbrava I                             |                                                                                  | O. L. Șovan 2009                                 | 47°41′30″N 27°02′16″E / 47.69164°N 27.03771°E | Încărcați imagine | Raportați eroare |
| 36168.05.01                              | Movila la Coștiugeni-La Talancă / ansamblu anonim (Categorie: descoperire funerară) (Tip: Tumul)                                                   | sat Coștiugeni, comuna Albești                | La Talancă                             |                                                                                  | O. L. Șovan 2009                                 | 47°40′38″N 27°04′12″E / 47.67715°N 27.06987°E | Încărcați imagine | Raportați eroare |
| 36168.04.01                              | Movila la Coștiugeni-Dealul Sărata / ansamblu anonim (Categorie: descoperire funerară) (Tip: Tumul)                                                | sat Coștiugeni, comuna Albești                | Dealul Sărata                          |                                                                                  | O. L. Șovan 2009                                 | 47°39′45″N 27°02′24″E / 47.66245°N 27.03993°E | Încărcați imagine | Raportați eroare |
| 36346.03.01                              | Așezare medievală târzie la Coșuleni-La Biserică / ansamblu anonim (Categorie: locuire) (Tip: așezare)                                             | sat Cosuleni, comuna Bălușeni                 | La Biserică                            |                                                                                  |                                                  |                                               | Încărcați imagine | Raportați eroare |
| 36346.04.01                              | Movila Sudița de la Coșuleni / ansamblu anonim (Categorie: descoperire funerară) (Tip: Tumul)                                                      | sat Cosuleni, comuna Bălușeni                 | Sudița                                 |                                                                                  | O.L. Șovan 2009                                  | 47°40′52″N 26°46′00″E / 47.68112°N 26.76668°E | Încărcați imagine | Raportați eroare |
| 39088.02.01                              | Situl arheologic de la Cerchejeni-Ciocănești / ansamblu anonim (Categorie: locuire civilă) (Tip: așezare)                                          | sat Cerchejeni, comuna Blândești              | Ciocănești                             | sec. XVI - XVII                                                                  | A. Păunescu , P. Șadurschi, V. Chirica 1974      | 47°42′18″N 26°54′16″E / 47.70493°N 26.90435°E | Încărcați imagine | Raportați eroare |
| 39088.02.02                              | Situl arheologic de la Cerchejeni-Ciocănești / ansamblu anonim (Categorie: locuire civilă) (Tip: așezare)                                          | sat Cerchejeni, comuna Blândești              | Ciocănești                             | sec. XVIII                                                                       | A. Păunescu , P. Șadurschi, V. Chirica 1974      | 47°42′18″N 26°54′16″E / 47.70493°N 26.90435°E | Încărcați imagine | Raportați eroare |
| 39088.04.01                              | Movila de la Blândești-Fântâna lui Mihalache / ansamblu anonim (Categorie: descoperire funerară) (Tip: Tumul)                                      | sat Cerchejeni, comuna Blândești              | Fântâna lui Mihalache                  |                                                                                  | O.L. Șovan 2009                                  | 47°40′09″N 26°53′41″E / 47.66921°N 26.89485°E | Încărcați imagine | Raportați eroare |
| 39088.05.01                              | Movila Cozancea de la Cerchejeni / ansamblu anonim (Categorie: descoperire funerară) (Tip: Tumul)                                                  | sat Cerchejeni, comuna Blândești              | Movila Cozancea                        |                                                                                  | O.L. Șovan 2009                                  | 47°41′49″N 26°56′43″E / 47.69682°N 26.94523°E | Încărcați imagine | Raportați eroare |
| 39088.06.01                              | Movilă la Cerchejeni-În Islaz / ansamblu anonim (Categorie: descoperire funerară) (Tip: Tumul)                                                     | sat Cerchejeni, comuna Blândești              | În Islaz                               |                                                                                  | O.L. Șovan 2009                                  | 47°41′50″N 26°55′36″E / 47.6973°N 26.92663°E  | Încărcați imagine | Raportați eroare |
| 39088.03.01                              | Movilă la Cerchejeni - Dealul Alboaia / ansamblu anonim (Categorie: descoperire funerară) (Tip: Tumul)                                             | sat Cerchejeni, comuna Blândești              | Dealul Alboaia                         |                                                                                  | O.L.Șovan 2009                                   | 47°41′02″N 26°54′43″E / 47.68398°N 26.91192°E | Încărcați imagine | Raportați eroare |
| 36480.03.01                              | Movilă la Călinești-La Găinărie / ansamblu anonim (Categorie: descoperire funerară) (Tip: Tumul)                                                   | localitate componentă Călinești, oraș Bucecea | La Găinărie                            |                                                                                  | O. L. Șovan 2009                                 | 47°45′04″N 26°28′56″E / 47.75109°N 26.48232°E | Încărcați imagine | Raportați eroare |
| 36505.05.01                              | Movilă la Călărași-Pogoroaia I / ansamblu anonim (Categorie: descoperire funerară) (Tip: Tumul)                                                    | sat Călărași, comuna Călărași                 | Pogoroaia I                            |                                                                                  | A. Păunescu, P. Șadurschi, V. Chirica 1974       | 47°35′50″N 27°14′39″E / 47.59717°N 27.24423°E | Încărcați imagine | Raportați eroare |
| 36505.06.01                              | Movilă la Călărași-Movila Pogoroaia II / ansamblu anonim (Categorie: descoperire funerară) (Tip: Tumul)                                            | sat Călărași, comuna Călărași                 | Pogoroaia II                           |                                                                                  | A. Păunescu, P. Șadurschi, V. Chirica 1974       | 47°35′46″N 27°14′35″E / 47.59604°N 27.24295°E | Încărcați imagine | Raportați eroare |
| 36505.07.01                              | Movila Pogoroaia III de la Călărași / ansamblu anonim (Categorie: descoperire funerară) (Tip: Tumul)                                               | sat Călărași, comuna Călărași                 | Pogoroaia III                          |                                                                                  | A. Păunescu, P. Șadurschi, V. Chirica 1974       | 47°35′38″N 27°14′31″E / 47.59399°N 27.24185°E | Încărcați imagine | Raportați eroare |
| 36505.09.01                              | Situl arheologic de la Călărași-Pârâul Fortuna / ansamblu anonim (Categorie: loc de luptă) (Tip: așezare)                                          | sat Călărași, comuna Călărași                 | Pârâul Fortuna                         | Sântana de Mureș - Cerneahov sec. IV - V                                         | I. Ioniță 1959                                   | 47°35′33″N 27°15′52″E / 47.59241°N 27.26432°E | Încărcați imagine | Raportați eroare |
| 36505.09.02                              | Situl arheologic de la Călărași-Pârâul Fortuna / ansamblu anonim (Categorie: loc de luptă) (Tip: așezare)                                          | sat Călărași, comuna Călărași                 | Pârâul Fortuna                         | sec. XVII - XVIII                                                                | I. Ioniță 1959                                   | 47°35′33″N 27°15′52″E / 47.59241°N 27.26432°E | Încărcați imagine | Raportați eroare |
| 36505.10.01                              | Movila Ciornohal de la Călărași / ansamblu anonim (Categorie: descoperire funerară) (Tip: Tumul)                                                   | sat Călărași, comuna Călărași                 | Movila Ciornohal                       |                                                                                  | O.L. Șovan 2009                                  | 47°37′33″N 27°13′45″E / 47.6259°N 27.22905°E  | Încărcați imagine | Raportați eroare |
| 36505.08.01                              | Movilă la Călărași-Pogoroaia IV / ansamblu anonim (Categorie: descoperire funerară) (Tip: Tumul)                                                   | sat Călărași, comuna Călărași                 | Pogoroaia IV                           |                                                                                  | A. Păunescu, P. Șadurschi, V. Chirica 1974       | 47°35′31″N 27°14′46″E / 47.59208°N 27.24614°E | Încărcați imagine | Raportați eroare |
| 38189.01.01                              | Movilă la Călinești-Dealul Pietrișului / ansamblu anonim (Categorie: descoperire funerară) (Tip: Tumul)                                            | sat Călinești, comuna Cândești                | Dealul Pietrișului                     |                                                                                  | O.L. Șovan 2009                                  | 47°55′06″N 26°14′28″E / 47.91839°N 26.24112°E | Încărcați imagine | Raportați eroare |
| 38198.03.01                              | Movila Dumnichia la Cândești / ansamblu anonim (Categorie: descoperire funerară) (Tip: Tumul)                                                      | sat Cândești, comuna Cândești                 | Movila Dumnichia                       |                                                                                  | O.L. Șovan 2009                                  | 47°54′11″N 26°12′42″E / 47.90293°N 26.21154°E | Încărcați imagine | Raportați eroare |
| 36541.06.01                              | Movila de la Concești-Sud-Est / ansamblu anonim (Categorie: descoperire funerară) (Tip: Tumul)                                                     | sat Concești, comuna Concești                 | Concești Sud-Est                       |                                                                                  | A. Păunescu, P. Șadurschi, V. Chirica 1973       | 48°08′22″N 26°34′47″E / 48.13954°N 26.5797°E  | Încărcați imagine | Raportați eroare |
| 36596.02.01                              | Movila Lupăria de la Cerbu / ansamblu anonim (Categorie: descoperire funerară) (Tip: Tumul)                                                        | sat Cerbu, comuna Copălău                     | Movila Lupăria                         |                                                                                  | O.L. Șovan 2009                                  | 47°35′50″N 26°55′17″E / 47.59728°N 26.92152°E | Încărcați imagine | Raportați eroare |
| 36578.02.01                              | Movila de la Copălău-Dealul Perelor / ansamblu anonim (Categorie: descoperire funerară) (Tip: Tumul)                                               | sat Copălău, comuna Copălău                   | Dealul Perelor                         |                                                                                  | O.L. Șovan 2009                                  | 47°38′03″N 26°51′02″E / 47.6343°N 26.85047°E  | Încărcați imagine | Raportați eroare |
| 36596.03.01                              | Movila Cerbu de la Cerbu / ansamblu anonim (Categorie: descoperire funerară) (Tip: Tumul)                                                          | sat Cerbu, comuna Copălău                     | Movila Cerbul                          |                                                                                  | O.L. Șovan 2009                                  | 47°36′59″N 26°52′38″E / 47.61639°N 26.8771°E  | Încărcați imagine | Raportați eroare |
| 36658.03.01                              | Movila Holmul de la Cordăreni / ansamblu anonim (Categorie: descoperire funerară) (Tip: Tumul)                                                     | sat Cordăreni, comuna Cordăreni               | Movila Holmul                          |                                                                                  | O. L. Șovan 2009                                 | 47°58′35″N 26°36′29″E / 47.97638°N 26.608°E   | Încărcați imagine | Raportați eroare |
| 36694.04.01                              | Movila Mușchioasa II la Carasa / ansamblu anonim (Categorie: descoperire funerară) (Tip: Tumul)                                                    | sat Carasa, comuna Corlăteni                  | Movila Mușchioasa II                   |                                                                                  | O.L. Șovan 2009                                  | 47°57′16″N 26°31′19″E / 47.95439°N 26.52192°E | Încărcați imagine | Raportați eroare |
| 36694.05.01                              | Movila Mușchioasa III la Carasa / ansamblu anonim (Categorie: descoperire funerară) (Tip: Tumul)                                                   | sat Carasa, comuna Corlăteni                  | Movila Mușchioasa III                  |                                                                                  | O.L. Șovan 2009                                  | 47°57′04″N 26°31′39″E / 47.95107°N 26.52742°E | Încărcați imagine | Raportați eroare |
| 36685.11.01                              | Movilă la Corlățeni-Dealul Morii I / ansamblu anonim (Categorie: descoperire funerară) (Tip: Tumul)                                                | sat Corlăteni, comuna Corlăteni               | Dealul Morii I                         |                                                                                  | A. Păunescu, P. Șadurschi, V. Chirica 1975       | 47°55′58″N 26°31′47″E / 47.9328°N 26.5296°E   | Încărcați imagine | Raportați eroare |
| 36685.12.01                              | Movilă la Corlăteni-Dealul Morii II / ansamblu anonim (Categorie: descoperire funerară) (Tip: Tumul)                                               | sat Corlăteni, comuna Corlăteni               | Dealul Morii II                        |                                                                                  | A. Păunescu, P. Șadurschi, V. Chirica 1975       | 47°55′55″N 26°31′54″E / 47.93188°N 26.53176°E | Încărcați imagine | Raportați eroare |
| 36685.13.01                              | Movilă la Corlățeni-Dealul Morii III / ansamblu anonim (Categorie: descoperire funerară) (Tip: Tumul)                                              | sat Corlăteni, comuna Corlăteni               | Dealul Morii III                       |                                                                                  | A. Păunescu, P. Șadurschi, V. Chirica 1975       | 47°55′53″N 26°31′59″E / 47.93137°N 26.53308°E | Încărcați imagine | Raportați eroare |
| 36685.14.01                              | Movila la Corlăteni-Dealul Biciuștilor II / ansamblu anonim (Categorie: descoperire funerară) (Tip: Tumul)                                         | sat Corlăteni, comuna Corlăteni               | Dealul Biciuștilor II                  |                                                                                  | A. Păunescu, P. Șadurschi, V. Chirica 1975       | 47°56′22″N 26°32′23″E / 47.93949°N 26.53985°E | Încărcați imagine | Raportați eroare |
| 36685.15.01                              | Movilă la Corlăteni-Dealul Ciobanului / ansamblu anonim (Categorie: descoperire funerară) (Tip: Tumul)                                             | sat Corlăteni, comuna Corlăteni               | Dealul Ciobanului                      |                                                                                  | A. Păunescu, P. Șadurschi, V. Chirica 1975       | 47°57′27″N 26°33′18″E / 47.95747°N 26.55498°E | Încărcați imagine | Raportați eroare |
| 36658.05.01                              | Movila "În Cioate" de la Cordăreni / ansamblu anonim (Categorie: descoperire funerară) (Tip: Tumul)                                                | sat Cordăreni, comuna Cordăreni               | Movila "În Cioate"                     |                                                                                  | O. L. Șovan 2009                                 | 47°57′30″N 26°35′58″E / 47.95831°N 26.59957°E | Încărcați imagine | Raportați eroare |
| 36685.09.01                              | Necropolă din epoca migrațiilor la Corlățeni-Vatra Satului (est) / ansamblu anonim (Categorie: descoperire funerară) (Tip: necropola)              | sat Corlăteni, comuna Corlăteni               | Vatra Satului (est)                    | Sântana de Mureș - Cerneahov sec. IV-V                                           | E. Moscalu 1987                                  | 47°56′00″N 26°33′56″E / 47.9333°N 26.56548°E  | Încărcați imagine | Raportați eroare |
| 36765.11.01                              | Movila de la Corni-Dealul Morii / ansamblu anonim (Categorie: descoperire funerară) (Tip: Tumul)                                                   | sat Corni, comuna Corni                       | Dealul Morii                           |                                                                                  | O.L. Șovan 2009                                  | 47°39′31″N 26°33′02″E / 47.6586°N 26.55053°E  | Încărcați imagine | Raportați eroare |
| 36765.12.01                              | Movila Corni de la Corni / ansamblu anonim (Categorie: descoperire funerară) (Tip: Tumul)                                                          | sat Corni, comuna Corni                       | Movila Corni                           |                                                                                  | O.L. Șovan 2009                                  | 47°37′50″N 26°33′39″E / 47.63042°N 26.56087°E | Încărcați imagine | Raportați eroare |
| 36765.09.01                              | Movila de la Corni-Dealul Dumbrăvii / ansamblu anonim (Categorie: descoperire funerară) (Tip: Tumul)                                               | sat Corni, comuna Corni                       | Dealul Dumbrăvii                       |                                                                                  | O.L. Șovan 2009                                  | 47°39′45″N 26°35′43″E / 47.66256°N 26.59534°E | Încărcați imagine | Raportați eroare |
| 36603.03.01                              | Movilă la Coșula-la Mănăstire / ansamblu anonim (Categorie: descoperire funerară) (Tip: Tumul)                                                     | sat Coșula, comuna Coșula                     | la Mănăstire                           |                                                                                  | O. L. Șovan 2009                                 | 47°37′30″N 26°46′23″E / 47.62488°N 26.77302°E | Încărcați imagine | Raportați eroare |
| 36603.05.01                              | Movilă la Coșula-Piscul lui Jumătate / ansamblu anonim (Categorie: descoperire funerară) (Tip: Tumul)                                              | sat Coșula, comuna Coșula                     | Piscul lui Jumătate                    |                                                                                  | O. L. Șovan 2009                                 | 47°36′18″N 26°44′50″E / 47.60502°N 26.7472°E  | Încărcați imagine | Raportați eroare |
| 36818.04.01                              | Movilă la Coțușca-Coțușca II / ansamblu anonim (Categorie: descoperire funerară) (Tip: Tumul)                                                      | sat Coțușca, comuna Coțușca                   | Coțușca II                             |                                                                                  | A. Păunescu, P. Șadurschi, V. Chirica 1973-1974  | 48°06′57″N 26°51′18″E / 48.11592°N 26.85489°E | Încărcați imagine | Raportați eroare |
| 36818.05.01                              | Movilă la Coțușca-Coțușca III / ansamblu anonim (Categorie: descoperire funerară) (Tip: Tumul)                                                     | sat Coțușca, comuna Coțușca                   | Coțușca III                            |                                                                                  | A. Păunescu, P. Șadurschi, V. Chirica 1973-1974  | 48°06′49″N 26°51′28″E / 48.1137°N 26.85781°E  | Încărcați imagine | Raportați eroare |
| 36818.06.01                              | Movilă la Coțușca-Coțușca IV / ansamblu anonim (Categorie: descoperire funerară) (Tip: Tumul)                                                      | sat Coțușca, comuna Coțușca                   | Coțușca IV                             |                                                                                  | A. Păunescu, P. Șadurschi, V. Chirica 1973-1974  | 48°06′44″N 26°51′35″E / 48.1122°N 26.85975°E  | Încărcați imagine | Raportați eroare |
| 36818.07.01                              | Movila Crucii de la Coțușca-Movila Crucii / ansamblu anonim (Categorie: descoperire funerară) (Tip: Tumul)                                         | sat Coțușca, comuna Coțușca                   | Movila Crucii                          |                                                                                  | A. Păunescu, P. Șadurschi, V. Chirica 1973-1974  | 48°08′50″N 26°48′36″E / 48.14714°N 26.80997°E | Încărcați imagine | Raportați eroare |
| 36818.08.01                              | Movila Nord-Vest de la Coțușca / ansamblu anonim (Categorie: descoperire funerară) (Tip: Tumul)                                                    | sat Coțușca, comuna Coțușca                   | Movila Nord-Vest                       |                                                                                  | A. Păunescu, P. Șadurschi, V. Chirica 1973-1974  | 48°09′06″N 26°49′58″E / 48.1516°N 26.83281°E  | Încărcați imagine | Raportați eroare |
| 36818.09.01                              | Movila Bortoasă de la Coțușca / ansamblu anonim (Categorie: descoperire funerară) (Tip: Tumul)                                                     | sat Coțușca, comuna Coțușca                   | Movila Bortoasă                        |                                                                                  | A. Păunescu, P. Șadurschi, V. Chirica 1973-1974  | 48°08′14″N 26°51′46″E / 48.13736°N 26.86267°E | Încărcați imagine | Raportați eroare |
| 36818.11.01                              | Movila Nord-Est de la Coțușca / ansamblu anonim (Categorie: descoperire funerară) (Tip: Tumul)                                                     | sat Coțușca, comuna Coțușca                   | Movila Nord-Est                        |                                                                                  | A. Păunescu, P. Șadurschi, V. Chirica 1973-1974  | 48°08′17″N 26°51′50″E / 48.13792°N 26.86392°E | Încărcați imagine | Raportați eroare |
| 36845.12.01                              | Movilă la Crasnaleuca-Movila Staniște / ansamblu anonim (Categorie: descoperire funerară) (Tip: Tumul)                                             | sat Crasnaleuca, comuna Coțușca               | Movila Staniște                        |                                                                                  | M.Brudiu 1977-1979                               | 48°08′26″N 26°56′34″E / 48.14064°N 26.94291°E | Încărcați imagine | Raportați eroare |
| 36845.13.01                              | Movila Vameș de la Crasnaleuca / ansamblu anonim (Categorie: descoperire funerară) (Tip: Tumul)                                                    | sat Crasnaleuca, comuna Coțușca               | Movila Vameș                           |                                                                                  | O. L. Șovan 2009                                 | 48°07′44″N 26°56′10″E / 48.12895°N 26.93622°E | Încărcați imagine | Raportați eroare |
| 36845.10.01                              | Movila la Crasnaleuca-Dealul Murgului / ansamblu anonim (Categorie: descoperire funerară) (Tip: Tumul)                                             | sat Crasnaleuca, comuna Coțușca               | Dealul Murgului                        |                                                                                  | O. L. Șovan 2009                                 | 48°09′06″N 26°55′01″E / 48.15162°N 26.9169°E  | Încărcați imagine | Raportați eroare |
| 36845.09.01                              | Movila Toloaca de la Crasnaleuca / ansamblu anonim (Categorie: descoperire funerară) (Tip: Tumul)                                                  | sat Crasnaleuca, comuna Coțușca               | Movila Toloaca                         |                                                                                  | O. L. Șovan 2009                                 | 48°09′24″N 26°57′31″E / 48.15662°N 26.95858°E | Încărcați imagine | Raportați eroare |
| 36836.03.01                              | Movila Cotul Miculinți / ansamblu anonim (Categorie: descoperire funerară) (Tip: Tumul)                                                            | sat Cotu Miculinți, comuna Coțușca            | Movila Cotul Miculinți                 |                                                                                  | O. L. Șovan 2009                                 | 48°11′08″N 26°56′02″E / 48.18546°N 26.93387°E | Încărcați imagine | Raportați eroare |
| 36818.10.01                              | Movilă la Coțușca-Dealul Muchiei / ansamblu anonim (Categorie: descoperire funerară) (Tip: Tumul)                                                  | sat Coțușca, comuna Coțușca                   | Dealul Muchiei                         |                                                                                  | O. L. Șovan 2009                                 | 48°08′02″N 26°52′27″E / 48.13376°N 26.87427°E | Încărcați imagine | Raportați eroare |
| 36836.04.01                              | Așezarea Cucuteni de la Cotu Miculinți-Dealul Sărăturii / ansamblu anonim (Categorie: locuire) (Tip: așezare)                                      | sat Cotu Miculinți, comuna Coțușca            | Dealul Sărăturii                       | Cucuteni - A-B                                                                   | M. Brudiu 1977-1979                              | 48°10′15″N 26°55′34″E / 48.17091°N 26.92613°E | Încărcați imagine | Raportați eroare |
| 36836.05.01                              | Așezare Cucuteni de la Cotu Miculinți-Lanul de la Magazie / ansamblu anonim (Categorie: locuire) (Tip: așezare)                                    | sat Cotu Miculinți, comuna Coțușca            | Lanul de la Magazie                    | Cucuteni - A-B                                                                   | M. Brudiu 1977-1979                              | 48°11′23″N 26°55′35″E / 48.18972°N 26.92635°E | Încărcați imagine | Raportați eroare |
| 36836.06.01                              | Așezare din epoca migrațiilor de la Cotu Miculinți-Lungul Vântului / ansamblu anonim (Categorie: locuire) (Tip: așezare)                           | sat Cotu Miculinți, comuna Coțușca            | Lungul Vântului                        | Sântana de Mureș - Cerneahov sec. IV - V                                         | M. Brudiu 1977-1979                              | 48°10′32″N 26°54′59″E / 48.17545°N 26.91626°E | Încărcați imagine | Raportați eroare |
| 36961.06.01                              | Movila de la Cristinești - Dealul Huciului / ansamblu anonim (Categorie: descoperire funerară) (Tip: movila)                                       | sat Cristinești, comuna Cristinești           | Dealul Huciului                        |                                                                                  | A. Păunescu, P. Șadurschi, V. Chirica 1973       | 48°04′39″N 26°24′07″E / 48.0775°N 26.40181°E  | Încărcați imagine | Raportați eroare |
| 36961.07.01                              | Movila Cristinești de la Cristinești / ansamblu anonim (Categorie: descoperire funerară) (Tip: Movilă)                                             | sat Cristinești, comuna Cristinești           | Movila Cristinești                     |                                                                                  | O. L. Șovan 2009                                 | 48°06′29″N 26°23′31″E / 48.10804°N 26.39203°E | Încărcați imagine | Raportați eroare |
| 36961.08.01                              | Movila de la Cristinești din Dealul Dămileni / ansamblu anonim (Categorie: descoperire funerară) (Tip: Movilă)                                     | sat Cristinești, comuna Cristinești           | Dealul Dămileni                        |                                                                                  | O. L. Șovan 2009                                 | 48°05′54″N 26°24′47″E / 48.09842°N 26.41303°E | Încărcați imagine | Raportați eroare |
| 35768.02.01                              | Situl arheologic medieval de la Curtești-Dealul Hudumului / ansamblu anonim (Categorie: locuire civilă) (Tip: așezare)                             | sat Curtești, comuna Curtești                 | Dealul Hudumului                       | Prodana-Bârlad sec. XIII-XIV                                                     | N. Zaharia 1960                                  | 47°35′55″N 26°38′19″E / 47.59871°N 26.63852°E | Încărcați imagine | Raportați eroare |
| 35768.02.02                              | Situl arheologic medieval de la Curtești-Dealul Hudumului / ansamblu anonim (Categorie: locuire civilă) (Tip: așezare)                             | sat Curtești, comuna Curtești                 | Dealul Hudumului                       | sec. XIV-XV                                                                      | N. Zaharia 1960                                  | 47°35′55″N 26°38′19″E / 47.59871°N 26.63852°E | Încărcați imagine | Raportați eroare |
| 35768.04.01                              | Movila Prisaca de la Curtești / ansamblu anonim (Categorie: descoperire funerară) (Tip: movila)                                                    | sat Curtești, comuna Curtești                 | Movila Prisaca                         |                                                                                  | O.L. Șovan 2009                                  | 47°42′22″N 26°38′49″E / 47.7061°N 26.64705°E  | Încărcați imagine | Raportați eroare |
| 37137.01.01                              | Movila Cișmănești de la Cișmănești / ansamblu anonim (Categorie: descoperire funerară) (Tip: movila)                                               | sat Cismănești, comuna Dobârceni              | Movila Cișmănești                      |                                                                                  | O. L. Șovan 2009                                 | 47°50′48″N 27°03′54″E / 47.84672°N 27.06502°E | Încărcați imagine | Raportați eroare |
| 37262.01.01                              | Movila de la Cucuteni - la Sud-Vest de Sat / ansamblu anonim (Categorie: depozit/tezaur) (Tip: movila)                                             | sat Cucuteni, comuna Durnești                 | Movila de la Sud-Vest de Sat           |                                                                                  | O. L. Șovan 2009                                 | 47°46′34″N 27°06′52″E / 47.77603°N 27.11444°E | Încărcați imagine | Raportați eroare |
| 36505.12.01                              | Movila Dragalina de la Călărași / ansamblu anonim (Categorie: descoperire funerară) (Tip: Tumul)                                                   | sat Călărași, comuna Călărași                 | Movila Dragalina                       |                                                                                  | A. Păunescu, P. Șadurschi, V. Chirica 1973-1974  | 47°36′13″N 27°12′19″E / 47.60353°N 27.20525°E | Încărcați imagine | Raportați eroare |
| 38438.01.01                              | Movila din Fundoaia de la Chițoveni / ansamblu anonim (Categorie: descoperire funerară) (Tip: Movilă)                                              | sat Chitoveni, oraș Flămânzi                  | Movila din Fundoaia                    |                                                                                  | O. L. Șovan 2009                                 | 47°34′33″N 26°55′55″E / 47.57591°N 26.93191°E | Încărcați imagine | Raportați eroare |
| 38134.04.01                              | Movila Cervicești de la Cucorani / ansamblu anonim (Categorie: descoperire funerară) (Tip: Movilă)                                                 | sat Cucorani, comuna Mihai Eminescu           | Movila Cervicești                      |                                                                                  | O. L. Șovan 2009                                 | 47°46′53″N 26°29′12″E / 47.7815°N 26.48675°E  | Încărcați imagine | Raportați eroare |
| 38349.02.01                              | Movila din Dealul Ripian II de la Codreni / ansamblu anonim (Categorie: descoperire funerară) (Tip: Movilă)                                        | sat Codreni, comuna Mileanca                  | Movila din Dealul Ripian II            |                                                                                  | O. L. Șovan 2009                                 | 48°05′41″N 26°45′31″E / 48.09468°N 26.75849°E | Încărcați imagine | Raportați eroare |
| 38606.04.01                              | Situl arheologic de la Câmpeni - La Han / ansamblu anonim (Categorie: locuire civilă) (Tip: așezare)                                               | sat Câmpeni, comuna Prăjeni                   | La Han                                 | Cucuteni - A-B                                                                   | A. Nițu și N. Zaharia 1956                       | 47°30′37″N 26°59′30″E / 47.51026°N 26.99167°E | Încărcați imagine | Raportați eroare |
| 38606.04.03                              | Situl arheologic de la Câmpeni - La Han / ansamblu anonim (Categorie: locuire civilă) (Tip: așezare)                                               | sat Câmpeni, comuna Prăjeni                   | La Han                                 | sec. XVIII                                                                       | A. Nițu și N. Zaharia 1956                       | 47°30′37″N 26°59′30″E / 47.51026°N 26.99167°E | Încărcați imagine | Raportați eroare |
| 38606.04.02                              | Situl arheologic de la Câmpeni - La Han / ansamblu anonim (Categorie: locuire civilă) (Tip: Necropolă plană)                                       | sat Câmpeni, comuna Prăjeni                   | La Han                                 | Sântana de Mureș - Cerneahov sec. IV-V                                           | A. Nițu și N. Zaharia 1956                       | 47°30′37″N 26°59′30″E / 47.51026°N 26.99167°E | Încărcați imagine | Raportați eroare |
| 35866.01.01                              | Movila din Dealul Contea de la Costești / ansamblu anonim (Categorie: descoperire funerară) (Tip: Movilă)                                          | sat Costești, comuna Răchiți                  | Movila din Dealul Contea               |                                                                                  | O. L. Șovan 2009                                 | 47°49′18″N 26°40′38″E / 47.82163°N 26.67728°E | Încărcați imagine | Raportați eroare |
| 36505.11.01                              | Movila lui Gherman de la Călărași / ansamblu anonim (Categorie: descoperire funerară) (Tip: Tumul)                                                 | sat Călărași, comuna Călărași                 | Movila lui Gherman                     |                                                                                  | O.L. Șovan 2009                                  | 47°34′40″N 27°15′05″E / 47.57787°N 27.25149°E | Încărcați imagine | Raportați eroare |
| 36346.05.01                              | Movila Curmătua Mică de la Coșuleni / ansamblu anonim (Categorie: descoperire funerară) (Tip: Tumul)                                               | sat Cosuleni, comuna Bălușeni                 | Movila Curmătura Mică                  |                                                                                  | O.L. Șovan 2009                                  | 47°41′24″N 26°47′09″E / 47.68991°N 26.7858°E  | Încărcați imagine | Raportați eroare |
| 36505.14.01                              | Movilă la Călărași-Podișul Curcanului I / ansamblu anonim (Categorie: descoperire funerară) (Tip: Tumul)                                           | sat Călărași, comuna Călărași                 | Podișul Curcanului I                   |                                                                                  | A. Păunescu, P. Șadurschi, V. Chirica 1973-1974  | 47°35′22″N 27°11′36″E / 47.58958°N 27.19346°E | Încărcați imagine | Raportați eroare |
| 36505.15.01                              | Movilă la Călărași-Podișul Curcanului II / ansamblu anonim (Categorie: descoperire funerară) (Tip: Tumul)                                          | sat Călărași, comuna Călărași                 | Podișul Curcanului II                  |                                                                                  | A. Păunescu, P. Șadurschi, V. Chirica 1973-1974  | 47°35′27″N 27°11′34″E / 47.59087°N 27.19291°E | Încărcați imagine | Raportați eroare |
| 36505.16.01                              | Necropolă medievală la Călărași-La Primărie / ansamblu anonim (Categorie: descoperire funerară) (Tip: Necropolă)                                   | sat Călărași, comuna Călărași                 | La Primărie                            | Suceava-Drumul Național Sec. VIII-IX                                             | P. Șadurschi și O.L. Șovan 1981                  | 47°36′21″N 27°15′09″E / 47.60596°N 27.25262°E | Încărcați imagine | Raportați eroare |
| 36596.04.01                              | Movila Balta Roșie de la Cerbu / ansamblu anonim (Categorie: descoperire funerară) (Tip: Tumul)                                                    | sat Cerbu, comuna Copălău                     | Movila Balta Roșie                     |                                                                                  | O.L. Șovan 2009                                  | 47°34′02″N 26°59′01″E / 47.56734°N 26.98364°E | Încărcați imagine | Raportați eroare |
| 36658.04.01                              | Movilă la Cordăreni - Pădurea Vorniceni / ansamblu anonim (Categorie: descoperire funerară) (Tip: Tumul)                                           | sat Cordăreni, comuna Cordăreni               | Pădurea Vorniceni                      |                                                                                  | O. L. Șovan 2009                                 | 47°58′05″N 26°36′48″E / 47.96807°N 26.61335°E | Încărcați imagine | Raportați eroare |
| 36658.06.01                              | Movila de la Cordăreni-Dealul Cailor / ansamblu anonim (Categorie: descoperire funerară) (Tip: Tumul)                                              | sat Cordăreni, comuna Cordăreni               | Dealul Cailor                          |                                                                                  | O. L. Șovan 2009                                 | 47°58′50″N 26°33′37″E / 47.98067°N 26.56035°E | Încărcați imagine | Raportați eroare |
| 36603.06.01                              | Movilă la Coșula-La Bălușeni / ansamblu anonim (Categorie: descoperire funerară) (Tip: Tumul)                                                      | sat Coșula, comuna Coșula                     | La Bălușeni                            |                                                                                  | O. L. Șovan 2009                                 | 47°38′38″N 26°47′19″E / 47.64399°N 26.78853°E | Încărcați imagine | Raportați eroare |
| 36845.01.01                              | Situl arheologic de la Crasnaleuca-Staniște / ansamblu anonim (Categorie: locuire) (Tip: așezare)                                                  | sat Crasnaleuca, comuna Coțușca               | Staniște                               | gravettian - oriental aprox. 28.000/27.000-20.000 ani                            | M. Brudiu 1974                                   | 48°08′05″N 26°57′18″E / 48.13469°N 26.95504°E | Încărcați imagine | Raportați eroare |
| 36845.01.02                              | Situl arheologic de la Crasnaleuca-Staniște / ansamblu anonim (Categorie: locuire) (Tip: așezare)                                                  | sat Crasnaleuca, comuna Coțușca               | Staniște                               | Cucuteni - A                                                                     | M. Brudiu 1974                                   | 48°08′05″N 26°57′18″E / 48.13469°N 26.95504°E | Încărcați imagine | Raportați eroare |
| 36845.01.03                              | Situl arheologic de la Crasnaleuca-Staniște / ansamblu anonim (Categorie: locuire) (Tip: așezare)                                                  | sat Crasnaleuca, comuna Coțușca               | Staniște                               | Horodiștea-Gordinești aprox. 3.500-2.500 ani                                     | M. Brudiu 1974                                   | 48°08′05″N 26°57′18″E / 48.13469°N 26.95504°E | Încărcați imagine | Raportați eroare |
| 36845.01.04                              | Situl arheologic de la Crasnaleuca-Staniște / ansamblu anonim (Categorie: locuire) (Tip: așezare)                                                  | sat Crasnaleuca, comuna Coțușca               | Staniște                               | Sântana de Mureș - Cerneahov sec. IV-V                                           | M. Brudiu 1974                                   | 48°08′05″N 26°57′18″E / 48.13469°N 26.95504°E | Încărcați imagine | Raportați eroare |
| 36818.01.01                              | Situl arheologic de la Coțușca-Mârzâc / ansamblu anonim (Categorie: locuire) (Tip: așezare deschisă)                                               | sat Coțușca, comuna Coțușca                   | Mârzâc                                 | Cucuteni - A-B și B                                                              | N. Zaharia 1955                                  | 48°06′23″N 26°51′54″E / 48.10629°N 26.86496°E | Încărcați imagine | Raportați eroare |
| 36818.01.02                              | Situl arheologic de la Coțușca-Mârzâc / ansamblu anonim (Categorie: locuire) (Tip: așezare deschisă)                                               | sat Coțușca, comuna Coțușca                   | Mârzâc                                 | Noua aprox. 1500/1400-1150 a                                                     | N. Zaharia 1955                                  | 48°06′23″N 26°51′54″E / 48.10629°N 26.86496°E | Încărcați imagine | Raportați eroare |
| 36818.01.03                              | Situl arheologic de la Coțușca-Mârzâc / ansamblu anonim (Categorie: locuire) (Tip: așezare deschisă)                                               | sat Coțușca, comuna Coțușca                   | Mârzâc                                 | getică aprox. 650-450/300 ani                                                    | N. Zaharia 1955                                  | 48°06′23″N 26°51′54″E / 48.10629°N 26.86496°E | Încărcați imagine | Raportați eroare |
| 36818.01.04                              | Situl arheologic de la Coțușca-Mârzâc / ansamblu anonim (Categorie: locuire) (Tip: Necropolă plană)                                                | sat Coțușca, comuna Coțușca                   | Mârzâc                                 | Sântana de Mureș - Cerneahov Sec. IV-V                                           | N. Zaharia 1955                                  | 48°06′23″N 26°51′54″E / 48.10629°N 26.86496°E | Încărcați imagine | Raportați eroare |
| 36818.01.05                              | Situl arheologic de la Coțușca-Mârzâc / ansamblu anonim (Categorie: locuire) (Tip: așezare deschisă)                                               | sat Coțușca, comuna Coțușca                   | Mârzâc                                 | Costișa-Botoșana sec. V-VI                                                       | N. Zaharia 1955                                  | 48°06′23″N 26°51′54″E / 48.10629°N 26.86496°E | Încărcați imagine | Raportați eroare |
| 36818.01.06                              | Situl arheologic de la Coțușca-Mârzâc / ansamblu anonim (Categorie: locuire) (Tip: așezare deschisă)                                               | sat Coțușca, comuna Coțușca                   | Mârzâc                                 | Suceava-Șipot-Botoșana sec. VI-VII                                               | N. Zaharia 1955                                  | 48°06′23″N 26°51′54″E / 48.10629°N 26.86496°E | Încărcați imagine | Raportați eroare |
| 36916.07.01                              | Situl arheologic de la Cristesti - Movila Ghilănești / ansamblu anonim (Categorie: decoperire funerară) (Tip: movila)                              | sat Cristești, comuna Cristești               | Movila Ghilănești                      |                                                                                  | O. L. Șovan 2009                                 | 47°37′40″N 26°43′49″E / 47.62776°N 26.73025°E | Încărcați imagine | Raportați eroare |
| 35768.05.01                              | Situl arheologic de la Curtești-Iazul Hudumului / ansamblu anonim (Tip: așezare)                                                                   | sat Curtești, comuna Curtești                 | Iazul Hudumului                        | Noua aprox. 1500/1400-1150 ani                                                   | N. Zaharia 1954                                  | 47°43′55″N 26°37′49″E / 47.73199°N 26.63024°E | Încărcați imagine | Raportați eroare |
| 35768.05.02                              | Situl arheologic de la Curtești-Iazul Hudumului / ansamblu anonim (Tip: așezare)                                                                   | sat Curtești, comuna Curtești                 | Iazul Hudumului                        | Sântana de Mureș - Cerneahov sec. IV-V                                           | N. Zaharia 1954                                  | 47°43′55″N 26°37′49″E / 47.73199°N 26.63024°E | Încărcați imagine | Raportați eroare |
| 35768.05.03                              | Situl arheologic de la Curtești-Iazul Hudumului / ansamblu anonim (Tip: așezare)                                                                   | sat Curtești, comuna Curtești                 | Iazul Hudumului                        | Răducăneni sec. XI-XII                                                           | N. Zaharia 1954                                  | 47°43′55″N 26°37′49″E / 47.73199°N 26.63024°E | Încărcați imagine | Raportați eroare |
| 35768.05.04                              | Situl arheologic de la Curtești-Iazul Hudumului / ansamblu anonim (Tip: așezare)                                                                   | sat Curtești, comuna Curtești                 | Iazul Hudumului                        |                                                                                  | N. Zaharia 1954                                  | 47°43′55″N 26°37′49″E / 47.73199°N 26.63024°E | Încărcați imagine | Raportați eroare |
| 37262.02.01                              | Movila din Țarna Veche Cucuteni de la Cucuteni / ansamblu anonim (Categorie: depozit/tezaur) (Tip: Movilă)                                         | sat Cucuteni, comuna Durnești                 | Movila din Țarna Veche Cucuteni        |                                                                                  | O. L. Șovan 2009                                 | 47°47′07″N 27°07′23″E / 47.78518°N 27.1231°E  | Încărcați imagine | Raportați eroare |
| 37690.02.01                              | Situl arheologic de la Corjăuți - Țărinca / ansamblu anonim (Categorie: locuire) (Tip: așezare deschisă)                                           | sat Corjăuți, comuna Hilișeu-Horia            | Țărinca                                | Sântana de Mureș - Cerneahov Sec. IV-V                                           | A. Păunescu, P. Șadurschi, V. Chirica 1974       | 48°02′13″N 26°17′33″E / 48.03698°N 26.29255°E | Încărcați imagine | Raportați eroare |
| 37690.02.02                              | Situl arheologic de la Corjăuți - Țărinca / ansamblu anonim (Categorie: locuire) (Tip: așezare deschisă)                                           | sat Corjăuți, comuna Hilișeu-Horia            | Țărinca                                |                                                                                  | A. Păunescu, P. Șadurschi, V. Chirica 1974       | 48°02′13″N 26°17′33″E / 48.03698°N 26.29255°E | Încărcați imagine | Raportați eroare |
| 38269.02.01                              | Movila La Avion de la Caraiman / ansamblu anonim (Categorie: descoperire funerară) (Tip: Movilă)                                                   | sat Caraiman, comuna Mihălășeni               | Movila La Avion                        |                                                                                  | O. L. Șovan 2009                                 | 47°55′20″N 27°06′04″E / 47.9223°N 27.101°E    | Încărcați imagine | Raportați eroare |
| 38269.03.01                              | Movila La Vulpoi I de la Caraiman / ansamblu anonim (Categorie: descoperire funerară) (Tip: Movilă)                                                | sat Caraiman, comuna Mihălășeni               | Movila La Vulpoi I                     |                                                                                  | O. L. Șovan 2009                                 | 47°55′03″N 27°05′33″E / 47.91757°N 27.09242°E | Încărcați imagine | Raportați eroare |
| 38269.04                                 | Movila La Vulpoi II de la Caraiman (Categorie: descoperire funerară) (Tip: tumul)                                                                  | sat Caraiman, comuna Mihălășeni               | Movila La Vulpoi II                    |                                                                                  | O. L. Șovan 2009                                 | 47°55′05″N 27°06′03″E / 47.91802°N 27.1008°E  | Încărcați imagine | Raportați eroare |
| 38349.03.01                              | Movila din Dealul Codreni de la Codreni / ansamblu anonim (Categorie: descoperire funerară) (Tip: Movilă)                                          | sat Codreni, comuna Mileanca                  | Movila din Dealul Codreni              |                                                                                  | O. L. Șovan 2009                                 | 48°05′11″N 26°48′20″E / 48.08639°N 26.80554°E | Încărcați imagine | Raportați eroare |
| 38349.04.01                              | Movila La Sărături I de la Codreni / ansamblu anonim (Categorie: descoperire funerară) (Tip: Movilă)                                               | sat Codreni, comuna Mileanca                  | Movila La Sărături I                   |                                                                                  | A. Păunescu, P. Șadurschi, V. Chirica 1973-1975  | 48°04′49″N 26°46′47″E / 48.08024°N 26.77982°E | Încărcați imagine | Raportați eroare |
| 38349.05.01                              | Movila La Sărături II de la Codreni / ansamblu anonim (Categorie: descoperire funerară) (Tip: Movilă)                                              | sat Codreni, comuna Mileanca                  | Movila La Sărături II                  |                                                                                  | A. Păunescu, P. Șadurschi, V. Chirica 1973-1975  | 48°04′45″N 26°46′53″E / 48.07903°N 26.78134°E | Încărcați imagine | Raportați eroare |
| 35866.02.01                              | Movila din Dealul La Movilă de la Costești / ansamblu anonim (Categorie: descoperire funerară) (Tip: Movilă)                                       | sat Costești, comuna Răchiți                  | Movila din Dealul La Movilă            |                                                                                  | A. Păunescu, P. Șadurschi, V. Chirica 1973       | 47°48′52″N 26°44′35″E / 47.81453°N 26.74306°E | Încărcați imagine | Raportați eroare |
| 38839.02.01                              | Movila Ciritei I de la Cotârgaci / ansamblu anonim (Categorie: descoperire funerară) (Tip: movilă)                                                 | sat Cotârgaci, comuna Roma                    | Movila Ciritei I                       |                                                                                  | Emil Moscalu 1985                                | 47°51′25″N 26°32′37″E / 47.85686°N 26.54349°E | Încărcați imagine | Raportați eroare |
| 38839.04.01                              | Situl arheologic de la Cotârgaci - La Rugi / ansamblu anonim (Categorie: locuire) (Tip: Așezare deschisă)                                          | sat Cotârgaci, comuna Roma                    | La Rugi                                | Cucuteni - B                                                                     | Mircea Pușcașu 2002                              | 47°50′56″N 26°31′56″E / 47.849°N 26.53218°E   | Încărcați imagine | Raportați eroare |
| 38839.04.02                              | Situl arheologic de la Cotârgaci - La Rugi / ansamblu anonim (Categorie: locuire) (Tip: Așezare deschisă)                                          | sat Cotârgaci, comuna Roma                    | La Rugi                                | Costișa-Komariv aprox. 1.900-1.500 ani/1400 ani                                  | Mircea Pușcașu 2002                              | 47°50′56″N 26°31′56″E / 47.849°N 26.53218°E   | Încărcați imagine | Raportați eroare |
| 38839.04.03                              | Situl arheologic de la Cotârgaci - La Rugi / ansamblu anonim (Categorie: locuire) (Tip: Așezare deschisă)                                          | sat Cotârgaci, comuna Roma                    | La Rugi                                | Noua aprox. 1500/1400-1150 ani                                                   | Mircea Pușcașu 2002                              | 47°50′56″N 26°31′56″E / 47.849°N 26.53218°E   | Încărcați imagine | Raportați eroare |
| 39676.02.01                              | Movila din Dealul Cuza Vodă de la Cuza Vodă / ansamblu anonim (Categorie: descoperire funerară) (Tip: Movilă)                                      | sat Cuza Vodă, comuna Viișoara                | Movila din Dealul Cuza Vodă            |                                                                                  | O.L. Șovan 2009                                  | 48°10′16″N 26°41′19″E / 48.17112°N 26.68855°E | Încărcați imagine | Raportați eroare |
| 38839.05.01                              | Movila Secăriștea I de la Cotârgaci / ansamblu anonim (Categorie: descoperire funerară) (Tip: Movilă)                                              | sat Cotârgaci, comuna Roma                    | Movila Secăriștea I                    | Jamnaia                                                                          | A. Păunescu, P. Șadurschi, V. Chirica 1974       | 47°51′07″N 26°33′11″E / 47.85186°N 26.55294°E | Încărcați imagine | Raportați eroare |
| 38839.06.01                              | Movila Secăriștea II de la Cotârgaci / ansamblu anonim (Categorie: descoperire funerară) (Tip: Movilă)                                             | sat Cotârgaci, comuna Roma                    | Movila Secăriștea II                   | Costișa-Komariv sau Noua                                                         | A. Păunescu, P. Șadurschi, V. Chirica 1974       | 47°51′08″N 26°33′06″E / 47.85212°N 26.55162°E | Încărcați imagine | Raportați eroare |
| 38839.07.01                              | Movila Secăriștea III de la Cotârgaci / ansamblu anonim (Categorie: descoperire funerară) (Tip: Movilă)                                            | sat Cotârgaci, comuna Roma                    | Movila Secăriștea III                  |                                                                                  | A. Păunescu, P. Șadurschi, V. Chirica 1974       | 47°51′04″N 26°33′16″E / 47.85098°N 26.55434°E | Încărcați imagine | Raportați eroare |
| 38839.08.01                              | Movila Secăriștea IV de la Cotârgaci / ansamblu anonim (Categorie: descoperire funerară) (Tip: Movilă)                                             | sat Cotârgaci, comuna Roma                    | Movila Secăriștea IV                   | Jamnaia                                                                          | A. Păunescu, P. Șadurschi, V. Chirica 1974       | 47°51′07″N 26°32′52″E / 47.85182°N 26.54784°E | Încărcați imagine | Raportați eroare |
| 38839.09.01                              | Movila Ciritei II de la Cotârgaci / ansamblu anonim (Categorie: descoperire funerară) (Tip: Movilă)                                                | sat Cotârgaci, comuna Roma                    | Movila Ciritei II                      | Jamnaia                                                                          | E. Moscalu 1986                                  | 47°51′27″N 26°32′39″E / 47.85756°N 26.54415°E | Încărcați imagine | Raportați eroare |
| 38839.09.02                              | Movila Ciritei II de la Cotârgaci / ansamblu anonim (Categorie: descoperire funerară) (Tip: Movilă)                                                | sat Cotârgaci, comuna Roma                    | Movila Ciritei II                      |                                                                                  | E. Moscalu 1986                                  | 47°51′27″N 26°32′39″E / 47.85756°N 26.54415°E | Încărcați imagine | Raportați eroare |
| 38839.10.01                              | Movila Ciritei III de la Cotârgaci / ansamblu anonim (Categorie: descoperire funerară) (Tip: Movilă)                                               | sat Cotârgaci, comuna Roma                    | Movila Ciritei III                     | Jamnaia                                                                          | E. Moscalu 1986                                  | 47°51′29″N 26°32′35″E / 47.85815°N 26.54315°E | Încărcați imagine | Raportați eroare |
| 38839.11.01                              | Movila din Imașul Văsăscu de la Cotârgaci / ansamblu anonim (Categorie: descoperire funerară) (Tip: Movilă)                                        | sat Cotârgaci, comuna Roma                    | Movila din Imașul Văsăscu              | Jamnaia                                                                          | E. Moscalu 1986                                  | 47°50′48″N 26°32′20″E / 47.84659°N 26.53894°E | Încărcați imagine | Raportați eroare |
| 36765.13.01                              | Movila Bobeica de la Corni / ansamblu anonim (Categorie: descoperire funerară) (Tip: Movilă)                                                       | sat Corni, comuna Corni                       | Movila Bobeica                         |                                                                                  | prof. C. Rusu 1955                               | 47°38′29″N 26°36′16″E / 47.64149°N 26.6044°E  | Încărcați imagine | Raportați eroare |
| 38349.06.01                              | Așezarea de tip Cucuteni de la Codreni - La Movila din Sărături / ansamblu anonim (Categorie: locuire) (Tip: Așezare deschisă)                     | sat Codreni, comuna Mileanca                  | La Movila din Sărături                 | Cucuteni - A-B                                                                   | A. Crâșmaru 1975                                 | 48°04′54″N 26°46′50″E / 48.08158°N 26.78043°E | Încărcați imagine | Raportați eroare |
| 36685.16.01                              | Movila din Dealul Cetății de la Corlăteni / ansamblu anonim (Categorie: descoperire funerară) (Tip: Movilă)                                        | sat Corlăteni, comuna Corlăteni               | Movila din Dealul Cetății              | Horodiștea-Gordinești                                                            | D. Tudor și colab. 1952                          | 47°56′09″N 26°34′50″E / 47.9357°N 26.58043°E  | Încărcați imagine | Raportați eroare |
| 36685.16.02                              | Movila din Dealul Cetății de la Corlăteni / ansamblu anonim (Categorie: descoperire funerară) (Tip: Movilă)                                        | sat Corlăteni, comuna Corlăteni               | Movila din Dealul Cetății              | Jamnaia                                                                          | D. Tudor și colab. 1952                          | 47°56′09″N 26°34′50″E / 47.9357°N 26.58043°E  | Încărcați imagine | Raportați eroare |
| 36685.17.01                              | Movila din Stadole I de la Corlăteni / ansamblu anonim (Categorie: descoperire funerară) (Tip: Movilă)                                             | sat Corlăteni, comuna Corlăteni               | Movila din Stadole I                   | Horodiștea-Gordinești                                                            | I. Nestor și colab. 1949                         | 47°56′35″N 26°33′58″E / 47.94315°N 26.56609°E | Încărcați imagine | Raportați eroare |
| 36685.17.02                              | Movila din Stadole I de la Corlăteni / ansamblu anonim (Categorie: descoperire funerară) (Tip: Movilă)                                             | sat Corlăteni, comuna Corlăteni               | Movila din Stadole I                   | Jamnaia                                                                          | I. Nestor și colab. 1949                         | 47°56′35″N 26°33′58″E / 47.94315°N 26.56609°E | Încărcați imagine | Raportați eroare |
| 36685.18.01                              | Movila din Stadole II de la Corlăteni / ansamblu anonim (Categorie: descoperire funerară) (Tip: Movilă)                                            | sat Corlăteni, comuna Corlăteni               | Movila din Stadole II                  | Jamnaia                                                                          | I. Nestor și colab. 1949                         | 47°56′34″N 26°34′00″E / 47.9427°N 26.56664°E  | Încărcați imagine | Raportați eroare |
| 36685.19.01                              | Movila din Stadole III de la Corlăteni / ansamblu anonim (Categorie: descoperire funerară) (Tip: Movilă)                                           | sat Corlăteni, comuna Corlăteni               | Movila din Stadole III                 |                                                                                  | I. Nestor și colab. 1949                         | 47°56′32″N 26°34′03″E / 47.9423°N 26.5674°E   | Încărcați imagine | Raportați eroare |
| 36685.20.01                              | Movila din Stadole IV de la Corlăteni / ansamblu anonim (Categorie: descoperire funerară) (Tip: Movilă)                                            | sat Corlăteni, comuna Corlăteni               | Movila din Stadole IV                  |                                                                                  | I. Nestor și colab. 1949                         | 47°56′33″N 26°34′04″E / 47.94262°N 26.5678°E  | Încărcați imagine | Raportați eroare |
| 36685.21.01                              | Movila din Stadole V de la Corlăteni / ansamblu anonim (Categorie: descoperire funerară) (Tip: Movilă)                                             | sat Corlăteni, comuna Corlăteni               | Movila din Stadole V                   |                                                                                  | I. Nestor și colab. 1949                         | 47°56′31″N 26°34′06″E / 47.942°N 26.56825°E   | Încărcați imagine | Raportați eroare |